# 名偵探柯南角色列表
名偵探柯南角色列表是《名偵探柯南》系列作品中主要登場角色的介紹列表。

## 主要人物
江戶川柯南（／ Edogawa Conan）／工藤新一（／ Kudō Shin'ichi）
江戶川柯南
- 日本配音：高山南
- 台灣配音（電視版）：馮友薇（ep.1－43）→方雪莉（ep.44－293）→蔣篤慧（ep.294－862）→曾允凡（ep.863－至今）／馮友薇（大陸版）／方雪莉（重譯版）／姚敏敏（VCD版）
- 台灣配音（電影版）：方雪莉（M1－2）→蔣篤慧（M3－4、M7－22、TVSP、魯邦VS柯南）／丘梅君（M5－6）→曾允凡（M23－至今、TVSP）
- 香港配音（電視版）：盧素娟（TVB版本）／陳安瑩（亞洲影帶VCD版本）／周恩恩（有線兒童台版本）
- 香港配音（電影版）：盧素娟→黃玉娟（TVB版本）／周恩恩（DVD版本）／吳梅（公映版，M26－27）
- 中國大陸配音（電視版）：李世榮
- 中國大陸配音（電影版）：李世榮（公映版本）／郝幽玥

工藤新一
- 日本配音：山口勝平
- 台灣配音：劉傑（全系列動畫作品皆有出演）／李景唐（VCD版）
- 香港配音（電視版）：郭志權→梁偉德（TVB版本）／李家傑（有線兒童台版本）
- 香港配音（電影版）：郭志權→馮錦堂（TVB版本）／李家傑（DVD版本）／張裕東（M26公映版）
- 中國大陸配音（電視版）：阿杰
- 中國大陸配音（電影版）：阿杰（公映版本）／郝幽玥／陳光／武揚

本作男主角。本名「工藤新一」，17歲（外表為7歲），生日日期為5月4日，原是關東地區的知名高中生偵探，因為推理能力一流而被稱為「日本警察的救世主」和「平成的夏洛克·福爾摩斯」。
帝丹高中2年B班學生，和同班同學毛利蘭是青梅竹馬，之後在《紅之校外旅行》正式成為情侶。
被黑暗組織高級幹部琴酒灌下毒藥APTX-4869後身體縮小成孩童的模樣，為避免真實身分曝光招致親友身陷危險而化名為「江戶川柯南」並且寄住在毛利家中，會利用阿笠博士替自己發明的道具麻醉毛利小五郎並破案。認為向小蘭表明真實身分會讓她受到連累，故總是透過電話以各種理由隱瞞實情。目前不斷的追查黑暗組織的幕後真相藉此找到讓自己能夠恢復原狀的解藥。
江戶川柯南命名來自於日本著名推理小說作家江戶川亂步和創造名偵探夏洛克·福爾摩斯的英國著名推理小說作家亞瑟·柯南·道爾；工藤新一命名來自日本經典偵探電視劇《偵探物語》的主角工藤俊作和日本科幻小說作家星新一。
灰原哀（／ Haibara Ai）／宮野志保（／ Miyano Shiho）／雪莉（Sherry）
灰原哀
- 日本配音：林原惠
- 台灣配音（電視版）：魏晶琦
- 台灣配音（電影版）：魏晶琦（M1－4、M7－至今、TVSP、魯邦VS柯南）／許雲雲（M5－6）
- 香港配音（電視版）：鄧潔麗（有線兒童台版本）
- 香港配音（電影版）：羅杏芝（TVB版本）／王夢華（DVD版本）→陳子瑩（DVD版本、公映版 M26－27）
- 中國大陸配音（電視版）：閻萌萌、佟心竹（代配）
- 中國大陸配音（電影版）：閻萌萌（公映版本）

父親是宮野厚司、母親是宮野艾蓮娜。灰原本名宫野志保（日語：宮野志保／みやの しほ Miyano Shiho */?），18歲（外表7歲），前黑暗組織成員，組織代號為「雪莉」（シェリー，Sherry），原是黑暗組織的科學家亦是藥物「APTX4869」的開發者，雙親原是組織的科學家卻在自己出生不久離奇身亡，因此和姐姐明美被迫加入組織。幼年時期被測出擁有高智商，因此在接受組織的「安排」前往美國留學，歸國後成為科學家並繼承父母所遺留的研究。 當姊姊明美想帶著自己脫離組織不成反遭到殺害，自此反抗組織。在打算服用「APTX4869」的未完品自盡時卻縮小成孩童的模樣。逃離組織後化名為灰原哀（日語：灰原哀／はいばら あい Haibara Ai */?），之後被阿笠博士收留，試圖研發出「APTX4869」的解藥。
就讀帝丹小學1年B班。喜歡工藤新一。
灰原哀的命名来源于福尔摩斯系列小说中唯一打败过福尔摩斯的艾琳·艾德勒；宫野志保命名来源于星新一的姓氏星（hoshi）倒过来的念法。

## 毛利侦探事务所
毛利蘭（／ Mōri Ran）
- 日本配音：山崎和佳奈
- 台灣配音（電視版）：呂佩玉（ep.1－51）→魏晶琦（ep.52－至今）／楊凱凱（大陸版）／魏晶琦（重譯版）／馮嘉德（VCD版）
- 台灣配音（電影版）：魏晶琦（M1－4、M7－至今、TVSP、魯邦VS柯南）／賀世芳（M5－6）
- 香港配音（電視版）：陸惠玲（TVB版本）／曾月娥（有線兒童台版本）
- 香港配音（電影版）：陸惠玲（TVB版本）／劉惠雲→王夢華→王慧珠（DVD版本）／李詩婷（公映版，M26）
- 中國大陸配音（電視版）：季冠霖、沈念如（幼年）
- 中國大陸配音（電影版）：季冠霖（公映版本）／梁瑋珊／張艾

16歲 的女高中生，就讀帝丹高中2年B班。擅長空手道，帝丹高中空手道社的主將，亦是關東地區空手道大賽冠軍。是工藤新一的青梅竹馬，在倫敦初次被新一告白，兩人於京都修學旅行期間正式成為情侶。
命名來自於創造怪盜亞森·魯邦的法國著名推理小說作家莫理斯·盧布朗（Maurice LeBlanc）。
毛利小五郎（／ Mōri Kogorō）
- 日本配音：神谷明（ep.1－548、M1－13）→小山力也（ep.553－至今、M14－至今）
- 台灣配音（電視版）：官志宏（ep.1－480）→魏伯勤（ep.486－679）→曹冀魯（ep.684－至今）／孫中台（大陸版）／官志宏（重譯版）／黃天佑（VCD版）
- 台灣配音（電影版）：官志宏（M1－4、M7－14）／袁光麟（M5－6）→陳進益（M15－16）→曹冀魯（M17－至今、TVSP、魯邦VS柯南）
- 香港配音（電視版）：陳欣（TVB版本）／黃志明（有線兒童台版本）
- 香港配音（電影版）：陳欣（TVB版本、公映版 M26－27）／黃志明（DVD版本）
- 中國大陸配音（電視版）：張遙函、图特哈蒙（代演）
- 中國大陸配音（電影版）：張遙函、林強（公映版本）／趙嶺

小蘭的父親，38歲。
私家偵探，創立「毛利偵探事務所」。自從工藤新一縮小，化名為「江戶川柯南」並寄宿在他家後，柯南常利用手錶型麻醉槍、領結型變聲器將他麻醉並以其名義破案，使原本沒沒無聞的他聲名大噪，得到「沉睡的小五郎」這個封號；不過他卻不疑有他的視為理所當然，甚至自稱名偵探，但這樣迷糊的個性也讓柯南得以繼續隱藏身份。
推理時經常只看表面就下結論，魯莽地指認兇手，但若是遇到與自己身邊的人（例如好友、妻子等人）有關的案件便會十分認真辦案且推理能力不遜於柯南。
與妃英理是青梅竹馬的夫妻，但兩人目前分居中。大多數時候頭腦迷糊且好色，非常喜歡喝酒，也喜歡打麻將、賽馬或打小鋼珠。
槍法極佳，在警校時期創下二十槍全中靶心的佳績且至今仍沒人能打破，亦精通柔道。
命名來自於創造怪盜亞森·魯邦的法國著名推理小說作家莫理斯·盧布朗和日本著名推理小說作家江戶川亂步筆下的名偵探明智小五郎。

## 少年偵探團
少年偵探團是由帝丹小學一年B班的學生小島元太發起並擔任團長，但實際的領導人卻是柯南。主要成員有吉田步美、圓谷光彥、灰原哀，協助者為阿笠博士，顧問老師為小林澄子。
吉田步美（／ Yoshida Ayumi）
- 日本配音：岩居由希子
- 台灣配音（電視版）：許淑嬪（ep.1－50）→姚敏敏（ep.59－129）→陶敏嫻（ep.130－482）→馮嘉德（ep.483－504）→楊凱凱（ep.507－至今）／林凱羚、許淑嬪（大陸版）／陶敏嫻（重譯版）／馮嘉德（VCD版）
- 台灣配音（電影版）：姚敏敏（M1－2）→陶敏嫻（M3－4、7－14）／陳鈴燕（M5－6）→傅其慧（M15－24、TVSP、魯邦VS柯南）→楊凱凱（M25－至今、TVSP）／丘梅君（OVA）
- 香港配音（電視版）：梁少霞（TVB版本）／莊巧兒（有線兒童台版本）
- 香港配音（電影版）：梁少霞（TVB版本）／莊巧兒（DVD版本）／李詩婷（公映版，M26）
- 中國大陸配音（電視版）：山新、閆夜橋（代配）
- 中國大陸配音（電影版）：張璐、山新（公映版本）

少年偵探團團員，7歲，就讀帝丹小學1年B班。性格天真善良的女孩，活潑可愛，有很強的正義感，經常幫助他人，也會主動接觸和認識班上的新同学。但在感情方面較為早熟，喜歡柯南。
命名來自於日本某推理電視劇中的刑警吉田茂和日本推理小說作家北川步實。
圓谷光彥（／ Tsuburaya Mitsuhiko）
- 日本配音：大谷育江／折笠愛（代演）
- 台灣配音（電視版）：呂佩玉（ep.1－50）→魏晶琦（ep.59－至今）／楊凱凱（大陸版）／魏晶琦（重譯版）／李景唐（VCD版）
- 台灣配音（電影版）：魏晶琦（M1－4、M7－至今、TVSP、魯邦VS柯南）／賀世芳（M5－6）
- 香港配音（電視版）：梁偉德（TVB版本）／曾月娥（有線兒童台版本）
- 香港配音（電影版）：梁偉德、馮錦堂（TVB版本）／曾月娥→顧詠雪（DVD版本）／麥曉盈（公映版，M26）
- 中國大陸配音（電視版）：刘校妤
- 中國大陸配音（電影版）：张雪凌、刘校妤、李子璇、蔡海婷（公映版本）

少年偵探團的團員，7歲，帝丹小學1年B班。
十分熱衷於科學，智商比同齡的孩子高，思維模式亦較理性化，喜歡藉由閱讀來增加科學知識，和柯南同樣堅信科學、不相信鬼怪。
時常糾正小島元太錯誤的發音或不正當的舉止，雖遠比不上智慧型的柯南和灰原，但仍然相當欽佩兩人的學識。在柯南的熏陶下，推理水準有很大的提升，不會先入為主，甚至多次可以自己解决連柯南也解決不了單純的案子，令柯南極度不甘心。似乎欣賞小哀與步美。。

命名來自於日本推理小說作家內田康夫筆下的名偵探淺見光彥和日本特摄剧之父圓谷英二。
小嶋元太（／ Kojima Genta）
- 日本配音：高木涉
- 台灣配音（電視版）：官志宏（ep.1－4）→劉傑（ep.5－至今）／劉傑（大陸版、重譯版）／吳文民（VCD版）
- 台灣配音（電影版）：劉傑／于正昇（OVA）
- 香港配音（電視版）：陳卓智（TVB版本）／陳志強（有線兒童台版本）
- 香港配音（電影版）：陳卓智、李錦綸（TVB版本）／陳志強→黃尉斯（DVD版本、公映版 M26－27）
- 中國大陸配音（電視版）：張磊
- 中國大陸配音（電影版）：張磊（公映版本）／孫星

少年偵探團團長，7歲，就讀帝丹小學1年B班。性格魯莽但很有正義感，非常貪吃，最喜歡的食物是鰻魚飯。
在遇到壯觀設施或建築的時候，經常以「可以讓我吃幾碗鰻魚飯？」來衡量其價值。
喜歡步美。
命名來自於已故日本推理小說作家小峰元。

## 學校

### 帝丹高中
工藤新一和毛利蘭目前就讀的學校，工藤的母親和毛利的父母為校友。
鈴木園子（／ Suzuki Sonoko）
- 日本配音：松井菜櫻子
- 台灣配音（電視版）：許淑嬪（ep.6－42）→姚敏敏（ep.72－127）→陶敏嫻（ep.132－463）→馮嘉德（ep.490－492）→楊凱凱（ep.507－至今）／馮友薇（大陸版）／陶敏嫻（重譯版）／姚敏敏（VCD版）
- 台灣配音（電影版）：姚敏敏（M1－2）→陶敏嫻（M3－4、7－14）／陳鈴燕（M5－6）→傅其慧（M15－24、TVSP、魯邦VS柯南）→楊凱凱（M25－至今、TVSP）
- 香港配音（電視版）：黃麗芳（TVB版本）／莊巧兒（有線兒童台版本）
- 香港配音（電影版）：黃麗芳→林芷筠（TVB版本）／莊巧兒（DVD版本）／羅愛朱（公映版，M26）
- 中國大陸配音（電視版）：佟心竹
- 中國大陸配音（電影版）：佟心竹、刘校妤（公映版本）／李林欣／韓雨晴

17歲，就讀帝丹高中二年B班。鈴木史郎的次女，鈴木財團的二千金，個性外向、活潑、樂觀，待人真誠，做事直接、不拘小節，還略帶點輕浮；雖然出身名門，卻從不炫耀自己的千金身份，完全沒有富家千金的架子，不過有時會利用自己家的財力或勢力讓身邊的人得到特權。
毛利蘭的好姊妹，和新一、小蘭是從小就認識的朋友，時常邀請柯南和毛利一家參加各式的宴會活動。京極真的女友。當柯南因應小五郎不在命案現場時，就會轉為麻醉她來破案，所以自稱「推理女王」。除了男友京極真外，最崇拜的偶像是怪盜基德。
初登場於漫畫第5卷《裹着繃帶的怪人》，動畫提早於第6話《情人節殺人事件》登場。作者青山剛昌原本設定園子只在一個故事登場，不過因為「園子家非常有錢」的設定便於故事創作於是改變主意。
世良真純（／ Sera Masumi）
- 日本配音：日高範子
- 台灣配音：楊凱凱（電視版）／傅其慧（電影版）
- 香港配音：莊巧兒／李蔓宜
- 中國大陸配音：常蓉珊

17歲，帝丹高中二年B班。赤井一家的么女，赤井秀一和羽田秀吉的妹妹，宮野明美和宮野志保(灰原哀)的表妹，其姓氏來自母親赤井瑪麗（原名瑪麗·世良）。初登場時自稱是一名女高中生偵探，擅長截拳道。於日本出生（在父親失蹤後才出生的），父親務武疑似死亡，母親瑪麗則因服用APTX-4869而變小成國中生的模樣。自稱3年前與父母移民美國剛剛回國，現正入住酒店，後來被柯南發現她留學的地方是英國。
因身穿裙子才令毛利蘭及園子得知她是女生，並成為其好友。十年前曾經在沙灘與新一和小蘭見過面，並稱呼新一為「魔法師」（能逗得不露出笑容的秀一大笑;補充一句當時真純亦和其兄秀一初次見面），其後柯南對她的虎牙也感到似曾相識；之後在溫布頓網球公開賽的直播看見柯南，從而知曉柯南的真正身份。
初次登場時疑似故意做出錯誤推理測試柯南，正替母親瑪麗尋找解藥，在試探柯南與灰原後找到解藥，並被瑪麗要求把解藥搶過來，但最終因柯南即時發現將解藥從藥盒中取出而失敗。
初登場於漫畫第73卷，動畫第646-647話《幽靈飯店的推理對決》。命名來自《機動戰士高達》的角色雪拉·瑪斯（Sayla Mass），對應該作的主角之一夏亞·阿茲納布爾的親妹妹的身份。
新出智明（／ Araide Tomoaki）
- 日本配音：堀秀行
- 台灣配音：劉傑（ep.170～191、428）／官志宏（ep.230～362）

25歲，帝丹高中的校醫，籃球社的教練，東京醫科大學的高材生，以第一名的成績畢業，待人和善又長相英俊，為人優秀，常跟小蘭走在一起，因而曾被新一當作情敵。
但自己的家庭不是很正常，父親新出義輝由於喜歡在外拈花惹草而被繼母新出陽子殺害。對家中的幫傭小光有好感。
曾被苦艾酒所假扮，而联邦调查局也早已將他及家人秘密遷往美國保護(回憶中所述)，隨後苦艾酒的假扮曝光後就回到日本繼續原本的校醫工作。
初登場於漫畫第24卷，動畫第170～171話《黑暗中的死角》。
二年B班導師
- 日本配音：辻親八（第304話）→菅原淳一（第343話～至今）
- 台灣配音：劉傑（第304、343話）→魏伯勤（第647～648話）→吳文民（第927～928話）→曹冀魯（第942話）

二年B班導師。肥胖的男性，戴著眼鏡，右眉有一個疣。
初登場於漫畫第36卷，動畫第304話《撼動警政廳1200萬人質》。
中道（／ Nakamichi）
- 日本配音：山崎巧（第361話）→坪井智浩（第496～500話）→福島潤（OVA9）→松本健太（第927～928話）
- 台灣配音：劉傑（第361、927～928話）／魏伯勤（第496～500話）
- 中國大陸配音：郝祥海（第927～928話）

就讀於帝丹高中二年B班，新一和小蘭的同學，足球社的成員，和新一關係很好。身材高大魁武，皮膚偏黑，金髮。
曾在入住杯户中央醫院時將本堂瑛祐藏在自己的病房裡。
初登場於漫畫第44卷，動畫第361-362話《帝丹高中校園靈異事件》。
塚本數美（／ Tsukamoto Kazumi）
- 日本配音：桑島法子（第361～362話）→倉田雅世（第592話）

- 台灣配音：陶敏嫻（第361～362話）→楊凱凱（第592話）

18歲，帝丹高中的三年級學生，空手道社的前主將，小蘭、園子和新一的學姐，個性相當爽朗幹練。
初登場於漫畫第44卷，動畫第361-362話《帝丹高中校園靈異事件》。
會澤榮介（／ Aizawa Eisuke）
- 日本配音：關智一（第361話）→菅沼久義（OVA9）→外崎友亮（第927～928話）
- 台灣配音：徐健春（第361話）→吳文民（第927～928話）
- 中國大陸配音：林帽帽（第927～928話）

就讀於帝丹高中二年B班，新一和小蘭的同學，足球社的成員。
初登場於漫畫第44卷，動畫第361-362話《帝丹高中校園靈異事件》。
日高（／ Hidaka）
- 日本配音：愛河里花子（第361話）→田澤茉純（第927～928話）
- 台灣配音：蔣篤慧（第361話）→曾允凡（第927～928話）
- 中國大陸配音：阎么么（第927～928話）

就讀於帝丹高中二年B班，新一和小蘭的同學。
初登場於漫畫第44卷，動畫第361-362話《帝丹高中校園靈異事件》。
田代（／ Tashiro）
- 日本配音：尤加奈（第361話）→川上彩（第927～928話）
- 台灣配音：陶敏嫻（第361話）→魏晶琦（第927～928話）
- 中國大陸配音：姜英俊（第927～928話）

就讀於帝丹高中二年B班，新一和小蘭的同學。戴眼鏡。
初登場於漫畫第44卷，動畫第361-362話《帝丹高中校園靈異事件》。
關澤祐美（／ Sekizawa Yumi）
- 日本配音：大地葉

就讀於帝丹高中二年B班，新一和小蘭的同學。姊姊是女星關澤禮美。
初登場於漫畫第98卷，動畫第1045-1046話《天罰降臨的生日派對》。

### 帝丹小學
小林澄子（／ Kobayashi Sumiko）
- 日本配音：加藤優子
- 台灣配音：魏晶琦（ep.112）→陶敏嫻（ep.460－473）→蔣篤慧（ep.583－607）→楊凱凱（ep.889－至今）／傅其慧（電影版M15）
- 香港配音：曾秀清
- 中國大陸配音：黎筱蒙

26歲，帝丹小学1年B班的班導師，帝丹小學第18屆畢業生。長相與佐藤美和子巧合地有幾分相似。江戶川亂步的粉絲，自稱為少年偵探團的顧問。真心喜歡學生，因為曾經搞砸家長會所以對學生都極為嚴格，後來受到少年偵探團的鼓勵而變回原來的自己。現與青梅竹馬白鳥任三郎交往中。
初登場於漫畫第16卷，動畫第112話《帝丹小學七大不可思議事件》。名字取自于日本著名推理小說作家江户川乱步笔下的名侦探明智小五郎的助手小林芳雄和江戶川亂步筆下的推理小说系列作品《怪人二十面相》的其中一個故事《塔上的奇术师》的角色淡谷澄子。
若狹留美（／ Wakasa Rumi）／瑞秋·淺香（Rachel Asaka）
- 日本配音：平野文；台灣配音：魏晶琦；中國大陸配音：常蓉珊

37歲，本名是瑞秋·淺香，帝丹小學1年B班新任的副班導師，右眼看不見（患有一過性黑蒙），因此常常撞到頭。表面上裝作冒失、膽小、無主見的樣子，實則深藏不露，會表現的有如變個人一樣，為了達到目的不擇手段，甚至連同伴都被視達成目標的棋子，或已經察覺到會有事件發生時故意不向警方通報，而讓柯南捲入案件，以測試其推理能力，其格鬥能力更勝於安室透，有不錯的射擊能力。推理能力可能處於柯南以上，在多次案件中比柯南更早察覺真相，並向其作出提示。
十七年前為美國著名資本家阿曼達·休斯的保鏢。遇害的父親生前亦為阿曼達的保鏢，母親在其懂事時病逝，之後加入證人保護計劃並在長大後成為其保鏢，被阿曼達當成女兒般來看待。
於17年前羽田浩司和阿曼達·休斯被殺時，在他們兩個的保護下一度從黑暗組織的追擊下逃出，但在和當時身在美國的黑田兵衛乘車逃避黑暗組織的追擊時，和酒駕闖紅燈的卡車相撞後爆炸，隨後不知所蹤。
隨後，為了找出殺害阿曼達·休斯和羽田浩司的仇人，故意定期漏出和羽田浩司被殺案的資料，以引出事件的相關人，最終鎖定柯南後，為了接近他而潛入帝丹小學成為教師 。儘管灰原宣稱很喜歡若狹老師，但若狹似乎視為害死阿曼達·休斯的毒藥的APTX-4869開發者宮野艾蓮娜之女志保 (灰原哀)抱有恨意 ，並開始懷疑灰原真實身份。
因其對柯南等人掩蓋自己秘密的舉動，加上在17年前羽田浩司和阿曼達·休斯被殺現場中，留下 "蘭姆"和"淺香"的死前信息，和"淺香"在案發後行蹤不明的關係，曾經被推測可能和黑暗組織的二號人物蘭姆（RUM）有關。曾看著毒藥名單上工藤新一的名字，也有說法指出她可能跟同樣在毒藥名單上的羽田浩司有關係，原因是因為黑田在看羽田浩司遇害事件相關新聞時，想到那位失蹤的保鑣淺香，認為極有可能是若狭留美，而且身上帶著一個將棋棋子「角行」，被同行的安室透撿到並懷疑是當年羽田浩司遺下的護身符。實為羽田浩司被殺前，交給身藏房間的瑞秋的護身符。
初登場於漫畫第91卷，動畫第889-890話《新老師的骸骨事件》。名字和形象参考自日本資深女漫画家高桥留美子。
植松龍司郎（／ Uematsu Ryūjirō）
- 日本配音：清川元夢；台灣配音：徐健春（ep.112）→吳文民（ep.606、889）；香港配音：源家祥

帝丹小學的校長，59歲。頭髮灰白，留着山羊鬍，長鬚眉，眯眯眼。
初登場於漫畫第16卷，動畫112話《帝丹小學7大離奇事件》。
東尾瑪麗亞（／ Higashio Maria）
- 日本配音：白鳥由里；台灣配音：蔣篤慧（ep.460）→曾允凡（ep.941－942）；中國大陸配音：阎么么

帝丹小學1年B班的學生，初登場時為轉學生，有關西口音，性格内向、文静，因而沒有交到什麼朋友，但在小林老師設計的遊戲中和大家漸漸培養出友誼，和琢馬、步美以及少年偵探團成為好朋友。
坂本琢馬（／ Sakamoto Takuma）
- 日本配音：愛河里花子；台灣配音：陶敏嫻（ep.460）→楊凱凱（ep.571）

帝丹小學1年B班小學生，因為手受傷在家休養很長時間，所以一時沒有融入集體之中，不過在小林老師的遊戲的作用下終於改變現狀，和大家漸漸培養出友誼，和少年偵探團也成為好朋友。名字取自于促成明治维新的关键人物坂本龙马。

### 改方學園高中
服部平次（／ Hattori Heiji）
- 日本配音：堀川亮／比嘉久美子（童年時代）
- 台灣配音（電視版）：符爽（ep.48－49）→官志宏（ep.57－479）→魏伯勤（ep.484－655）→曹冀魯（ep.710－至今）／魏伯勤（大陸版）／吳文民（VCD版）／魏晶琦（童年時代）
- 台灣配音（電影版）：官志宏（M3－14）→曹冀魯（M17－至今）
- 香港配音（電視版）：鄺樹培（TVB版本）／李家傑（有線兒童台版本）
- 香港配音（電影版）：陳健豪（DVD版本）
- 中國大陸配音（電視版）：趙毅
- 中國大陸配音（電影版）：趙毅／陳光

大阪改方學園高中部的二年級學生，關西地區的知名高中生偵探，與工藤新一齊名並合稱為「關東的工藤，關西的服部」（但自認為「關西的服部，關東的工藤」才是正確的）。大阪府警察本部長服部平藏和服部靜華（舊姓池波）的兒子。遠山和葉的青梅竹馬、同班同學及男朋友
皮膚黝黑（自稱是遺傳爺爺）、具有濃眉及美人尖、說話時帶有引以自豪的濃厚關西腔，外貌相當英俊帥氣，很受女生歡迎。有很強的陽光氣息，有著典型的武士氣質，極富有男子氣概和男性魅力。與父母居於大阪府寢屋川市，住處為傳統的日式建築。
曾一直到處尋找新一，想比較兩人的推理能力；但新一早已縮小變成柯南，所以無法如願。在一次的事件之中，意外察覺柯南驚人的推理能力與說話口氣和新一相仿，所以認定兩者為同一人而試探之。後來柯南為了在破案時不被他發現，決定麻醉他並以其名義破案，卻因此被其識破真實身分。
柯南被識破真實身分以後，兩人之間有著兄弟般的友情和默契，共同查案時也幾乎形影不離。另外，他經常不自覺地叫柯南為「工藤」，因而造成不少麻煩，還好最後都能使用諧音掩飾過去。也曾偽裝成新一的模樣，幫助快要被小蘭識破身分的柯南解圍，但還是被突然出現的和葉看穿。
性格開朗、活潑、陽光、熱血、體貼、衝動好強、不服輸（曾被父親平藏用激將法激起鬥志），具有大阪人的豪爽與自豪感。擅長推理、調查刑案、劍道（在學校是劍道社社長）、游泳、潛水、滑雪、歌牌、猜比基尼泳衣花色、裝蒜（自稱），亦擁有高超的越野摩托車車技，也能說得一囗流利的英語，對日本傳統色系也相當了解；不擅長料理（和柯南一起切菜沒切斷）。
和新一一樣有個青梅竹馬的「初戀情人」遠山和葉；小時候兩人曾因玩手銬，卻意外被銬在一起而引起大騷動，最後甚至連上廁所、洗澡時都在一起。後來才發現自己的初戀情人其實就是和葉。此外也曾經救過和葉幾次。雖然兩人堅決否認彼此為「男女朋友」，但實際上並非如此。平次隨身攜帶和葉送給他的護身符（內藏小時候把兩個人銬在一起的手銬碎片），而護身符每次也都能讓遭逢危難的他保住性命，也曾救過柯南。與和葉有着戀人般的關係，但雙方卻未曾正式對彼此告白，而平次對感情方面相當遲鈍，曾一度認為和葉是他的手下。和葉也曾向平次告白，但平次本人卻未聽到，後來在緊急狀況下對和葉脫口說出「你要對我的和葉做什麼？」，因而明白自己對和葉的心意。此後就暗自決定要找一個合適的地方告白，但總是受到外來的阻饒而失敗。最終在一次自以為錯過告白時機時，自言自語把心意說出來，而和葉剛好出現在他身後，兩人終於正式交往。
首次登場於TV版49-50集《外交官殺人事件》時送給毛利家一瓶白乾酒聲稱能治癒感冒，給感冒的柯南喝了一些，卻意外地讓柯南在短時間內變回新一，因此成為後來灰原哀研製解藥不可或缺的參考成分。
由和葉所說，當平次將帽子轉回正面時，代表他要開始破案，而當帽子又轉回來時，代表破案已經解決了。
命名來自日本經典偵探連續劇《偵探物語》中的服部刑事和日本推理小說作家野村胡堂筆下的著名推理小說《錢形平次捕物控》中的主角錢形平次。
遠山和葉（／ Tōyama Kazuha）
- 日本配音：宮村優子／佐久間玲（童年時代）
- 台灣配音（電視版）：姚敏敏（ep.118）→方雪莉（ep.141－240）→陶敏嫻（263－293、479）→蔣篤慧（ep.323－408、490－832）→曾允凡（ep.872－至今）／陶敏嫻（重譯版）／姚敏敏（VCD版）
- 台灣配音（電影版）：蔣篤慧（M3－10、14、17、21）→曾允凡（M27－至今） ／陶敏嫻（M13）
- 香港配音（電視版）：林元春（TVB版本）／曾月娥（有線兒童台版本）
- 香港配音（電影版）：曾月娥（M3－17）→陳子瑩（M21）（DVD版本）
- 中國大陸配音（電視版）：沈念如、閆夜橋（代配）
- 中國大陸配音（電影版）：沈念如／刘校妤

17歲女高中生，大阪改方學園高中部的二年級生，合氣道二段，也經常可以制服犯人。父親是大阪府警刑事部長遠山銀司郎，服部平次的青梅竹馬、同班同學及女朋友，以服部的「姊姊」自居，內心喜歡服部，看到服部跟其他女生有互動會醋勁大發。性格開朗、陽光、溫柔、善良，聰明、可愛，在面對危險時大膽勇敢，並且在絕境之際也為他人著想，很喜歡小孩子。但是和葉也有時脾氣會比較暴躁的時候，特別是在對待平次這方面。
與毛利蘭和鈴木園子是朋友，曾誤以為小蘭就是平次在東京交到的姓「工藤」的女朋友，因此對其態度很不友善；經平次解釋之後，冰釋前嫌，成為好友。常因摸不透平次的想法而煩惱不已，是位體貼朋友的少女。她也很迷信神明和吉祥物等。從最初登場開始，這一點就體現的很是明顯，她將小時候拷住自己和平次的手銬碎片放在平次防護身符內，不過這個護身符雖然沒有起到保護平次的作用但也救了柯南一命，在她自己的護身符內藏著平次的照片。據說她做的護身符很靈。
初登場於漫畫第19卷，動畫第118話《浪花連續殺人事件》。名稱參考自日本江戶時代後期的幕臣遠山金四郎和作者青山剛昌其中一位名叫和葉的女助手。

### 京都泉心高中
大岡紅葉（／ Ōoka Momiji）
- 日本配音：雪野五月；台灣配音：楊凱凱（電視版）／傅其慧（電影版）；中國大陸配音：巩大方

17歲，京都泉心高中二年級生，塗著唇彩，戴著美甲，一個打扮時尚的少女。因胸部很大而被世良和沖田稱為大胸女。大岡前首相的孫女，家境相當富裕，甚至和鈴木家不相上下，但兩家的關係似乎不太好。此外，與多次和服部平次在劍道比賽決賽碰面的沖田總司是同班同學。有著不錯的觀察能力，提供伊織無我破案線索幫助平次破案，初登場是在平次破案後，用手機查看其破案事蹟，並稱他為自己的未來老公。喜歡平次，自稱是他的未婚妻，幼時與平次在歌牌大賽見過面並誤以為平次在向她告白。得知遠山和葉喜歡平次，因此兩人互相視為情敵，並稱呼和葉為「小葉子」（葉っぱちゃん）。
在電影版《唐紅的戀歌》作為關鍵角色登場，劇中表現出她非常擅長歌牌，師承名頃鹿雄，「皋月會」成員，連續兩年的高中歌牌大賽冠軍，被稱作「未來的女王」。
初登場於漫畫第91卷，動畫方面則提前在第21部電影版《唐紅的戀歌》中登場，后正式登場於第874話《柯南與平次的鵺傳說（解決篇）》。命名來自於日本江戶時代著名判官（評定所一座）越前守大岡忠相。
沖田總司
京都泉心高中二年級生，是個劍道高手，和服部平次經常在劍道大賽上碰面，實力在平次之上。

### 杯戶高中
京極真（／ Kyōgoku Makoto）
- 日本配音：檜山修之／瀧本富士子（童年時代）
- 台灣配音：徐健春（ep.153、154、173、268）→劉傑（ep.458）→吳文民（ep.609）→曹冀魯（ep.705－至今，電影版M21、23）／魏晶琦（童年時代）
- 中國配音：常进

18歲，2月18日生日，水瓶座，身高184公分，體重79公斤，杯戶高中三年級生，空手道社的主將。日本空手道黑帶冠軍，被稱為「蹴擊貴公子」和「衝撞王子」，具有被稱為是名偵探柯南裡最強的單體搏擊能力，但十分容易受傷。因為日本已經沒有可以較量的人，所以目前在美國留學和修行，有著400連勝的記錄，但曾為了園子放棄贏第401場的比賽。鈴木園子的男友，在某次空手道比賽中看見鈴木園子為好友毛利蘭拼命加油的身姿之後便開始喜歡園子，之後多次救園子於危難之中，兩人也因此成為情侶。很討厭園子穿性感的衣著。視怪盜基德為情敵。自己家在靜岡縣伊豆經營「瓦屋旅館」和「海之家啤酒屋」。
初登場於漫畫第22卷，動畫第153-154話《園子的危險夏日物語》。命名來自於日本著名「妖怪型」推理小說作家京極夏彥、名偵探中禪寺秋彥所經營的舊書店名京極堂、入圍江戶川亂步獎的日本著名推理小說作家天藤真和空手道組織極真會館。
和田陽奈（／ Wada Hina）
- 日本配音：小松未可子；台灣配音：蔣篤慧（TVSP《變小的名偵探》）→楊凱凱（ep.847－848）

17歲，杯戶高中二年級生，空手道社主將，對學長京極真抱有憧憬，對他和園子交往之事略有不滿。曾在空手道都大會決賽與小蘭交手，比賽前還有其擊退搶包賊的場景。儘管經常在空手道比賽的決賽和小蘭相遇，但一次也沒取勝過，為了打敗小蘭每天都在努力訓練。瞳孔為綠色（世良家族的瞳色），且眼部特徵與世良家族相近。
初登場於漫畫第89卷，動畫則在《Episode"ONE" 變小的名偵探》第一次登上動畫系列。命名來自於「2015青山老师對話日」活動中一個遊戲環節獲勝者，獲勝的獎勵是自己的姓名可以在《名偵探柯南》漫画中出現。

### 杯戶小學
澀谷夏子（／ Shibuya Natsuko）
配音：笠原留美（日本）；楊凱凱（台灣）
28歲，杯户小學1年C班的老師，茱蒂·史坦林的好友，留着黑色短髮。登場於漫畫第84卷，動畫第779話《緋色的序章》。
曾經在美國留學，英語説得非常流利，因此也代教高年級的英語。有可能還教其他的科目。曾在茱蒂作為高中英語老師進行搜查時給過茱蒂很多幫助。茱蒂的日語也是她教的。
從漫畫中瞭解到其批改的是數學作業，應該是數學老師。曾因批改作業時採用美式的判斷對錯符號被學生家長神立文幸引起誤解時被他給推下樓梯，所幸人因此沒有大礙並待在杯戶中央醫院。
初登場於漫畫84卷，動畫779話《绯色的序章》。

## 家族

### 工藤家
工藤優作（／ Kudō Yūsaku）
- 日本配音：田中秀幸
- 台灣配音（電視版）：官志宏（ep.43－473）→魏伯勤（ep.490）→吳文民（ep.621－至今）／于正昇（大陸版）／官志宏（重譯版）
- 台灣配音（電影版）：于正昇（青山剛昌短篇集）／康殿宏（電影版M6）／吳文民（TVSP《變小的名偵探》）
- 香港配音：招世亮（TVB版本）／陳健豪（DVD版本）
- 中國大陸配音：张震

38歲，一位世界知名的推理小說作家，工藤有希子的丈夫、工藤新一的父親、阿笠博士和目暮十三的老朋友。推理實力遠在新一(柯南)和平次之上，目暮警部以前在案件上遇見瓶頸時都會向他求助，在夏威夷教導了新一許多技能（射擊、駕駛飛機及開船等）。初登場時扮成自己的推理小說中的角色「暗夜男爵」（配音：田中秀幸（日本）；符爽／官志宏（台灣））。最大的對手是第一代怪盜基德（黑羽盜一），優作曾經多次協助警方阻止其偷竊，但每次都讓他成功逃走，而「基德」這個名字其實正是來自優作，亦是少數知道盜一就是怪盜基德的人。他和盜一是雙胞胎兄弟，因父母離婚而分開生活及擁有不同姓氏，「工藤」的姓氏來自母親，但兩人直至現在仍保持聯繫。「暗夜男爵」的創作原型正是黑羽盜一。除了向有希子透露自己有一個雙胞胎兄長且為對方已認識的人之外，沒有把黑羽一家和自己的親戚關係告訴給家人。
初登場於漫畫第6卷《面具下的真相》，動畫第43話《江戶川柯南誘拐事件》。命名來自於日本經典推理電視劇《侦探物语》的主角工藤俊作及飾演工藤俊作的男演員松田優作。人物原型为英國著名推理小說系列《福爾摩斯探案》中主角夏洛克·福尔摩斯的长兄迈克罗夫特·福尔摩斯。
工藤有希子（／ Kudō Yukiko）
- 日本配音：島本須美
- 台灣配音（電視版）：許淑嬪（ep.43）→姚敏敏（ep.96）→陶敏嫻（ep.144－145、333－473）／方雪莉（ep.286－288）→魏晶琦（ep.490）→楊凱凱（ep.621－至今）／林凱羚（大陸版）／陶敏嫻（重譯版）
- 台灣配音（電影版）：馮友薇（青山剛昌短篇集）／許雲雲（M6）／傅其慧（TVSP《變小的名偵探》）
- 香港配音：蔡惠萍（TVB版本）／鄧潔麗（DVD版本）
- 中國大陸配音：张喆（ep.896）、咩咩（ep.954）

37歲，工藤優作的妻子，工藤新一的母親，舊姓藤峰，自稱「暗夜男爵夫人」。跟妃英理和毛利小五郎都是帝丹高中的校友，當時備受男學生歡迎而被稱為「帝丹公主」，曾經和妃英理角逐「帝丹小姐」的寶座。過往曾經是紅極一時、風靡全球的銀幕巨星，在20歲與優作結婚後便宣佈退出影壇，之前和優作定居在美國洛杉磯，但新一在修學旅行中不慎曝光身份后跟優作一起返回日本。個性活潑又充滿自信，渾然天成的演技派。相當溺愛新一，如果有人叫自己「阿姨」的話會生氣甚至會制裁那個人。
曾經與美國著名女演員莎朗·溫亞德（苦艾酒）一起向世界著名的魔術師兼初代怪盜基德黑羽盗一拜師學習易容和模仿，兩人也因此精通易容術，並成為好朋友，曾經出席她的喪禮，也知道她的真實身分。有希子也是柯南身边唯一一个认识黑羽快斗的人（但她不知道快斗就是现在的怪盗基德）。
初登場於漫畫第6卷《面具下的真相》，動畫第43話《江戶川柯南誘拐事件》。人物原型為日本經典動漫《魯邦三世》中的女主角峰不二子，髮型也是完全參照初期的不二子的造型，而舊名藤峰有希子亦是來自峰不二子及她的首任聲優二階堂有希子。化名江户川文代取自于日本著名推理小說作家江戶川亂步筆下的名偵探明智小五郎的妻子明智文代。
江戶川文代（ Edogawa Fumiyo）
- 日本配音：高畑淳子；台灣配音：許淑嬪（ep.43）→陶敏嫻（重譯版）

初登场时有希子和優作一起假扮成黑暗組織的成員，偽裝自稱是柯南的媽媽江戶川文代，設計將柯南「綁架」（事實上是要勸柯南去美國接受保護，但被他嚴詞拒絕）。後來也有使用此身份出席柯南的小學家長觀課日。
工藤新一／江戶川柯南

### 毛利家
毛利小五郎
毛利家的父親。
妃英理／毛利英理（／ Kisaki Eri）
- 日本配音：高島雅羅
- 台灣配音（電視版）：許淑嬪（ep.32）→方雪莉（ep.96）→陶敏嫻（ep.114－330）→蔣篤慧（ep.333－482、853）→馮嘉德（ep.489）→楊凱凱（ep.505－至今）／楊凱凱（大陸版）／陶敏嫻（重譯版）
- 台灣配音（電影版）：姚敏敏（M2）→蔣篤慧（M4、8、10）→傅其慧（M22、TVSP《變小的名偵探》）
- 香港配音：袁淑珍（ep.32）→黄凤英（ep.96、114、115、M2）（TVB版本）／曾月娥（M2、4、8、10）→顧詠雪（M22、TVSP《變小的名偵探》）（DVD版本）
- 中國大陸配音：刘芊含

38歲，知名律師，「妃法律事務所」創辦人，在法律界有著「法庭女王」之稱，至今從未輸過任何一場官司，擁有過人的辯論能力和很強的觀察力、洞察力與推理能力，此外亦擅長過肩摔 (由毛利小五郎親自教授)。毛利蘭的母親，與毛利小五郎是青梅竹馬的夫妻，現在由於小五郎說她煮飯難吃而分居，雖然已經告訴分居真正的原因，但她命令小蘭不可以把那件事告訴給父親小五郎，因為要他想起。和工藤有希子、小五郎都是帝丹高中的校友，因當時年僅16歲就輕鬆完成東大的入學測驗而被稱為「帝丹女王」，曾經和有希子角逐「帝丹小姐」的寶座。
初登場於漫畫第11卷《重要的人!?》，動畫第32話《咖啡店殺人事件》。命名來自於美國著名推理小說作家艾拉里·昆恩（Ellery Queen）。
毛利蘭
毛利家的女兒。

### 阿笠家
阿笠博士（／ Agasa Hiroshi）
- 日本配音：緒方賢一／田中一成（少年時代）
- 台灣配音（電視版）：符爽（ep.1－50）→官志宏（ep.63）→徐健春（ep.52、68－488）→吳文民（ep.492－至今）／魏伯勤（大陸版）／徐健春（重譯版）／李景唐（VCD版）／魏晶琦（少年時代）
- 台灣配音（電影版）：徐健春（M1－4、7－19）／陳宗岳（M5－6）→吳文民（M20－至今）
- 香港配音：源家祥／周永光／譚炳文 ／ 陳永信
- 中國大陸配音：郭政建

52歳，本名正是「阿笠博士」。其他人對其稱呼的「博士」（はかせ）為博學多聞之人或博士學位的意思（即為阿笠的職稱）。他是自稱「天才科學家」的發明家，工藤家的鄰居，和優作是老朋友，第一位知道柯南真實身份的人，發明出許多實用的道具給柯南使用以協助他破案。在灰原哀逃離黑暗組織後收留她，經常開著他的黃色福斯金龜車帶著少年偵探團出外露營或踏青，是少年偵探團的協助者。喜歡小孩子、銀杏樹，平常愛好是發明和上網，認識許多發明界及學術界的朋友。經常受少年偵探團之託發明許多冒險遊戲軟體。
初登場於漫畫第1卷《平成的福爾摩斯》，動畫第1話《雲霄飛車殺人事件》。命名來自於英國著名推理小說作家阿嘉莎·克莉絲蒂（Agatha Christie）和日本著名科幻小說、推理小說作家海野十三笔下的名侦探兼发明家金博士。。
阿笠栗介
阿笠博士的伯父，定子的哥哥，十分富有，在五十年前因病去世。
阿笠定子
阿笠博士的姑姑，原小学教师，在栗介生前搬來與自己同住時照顧他。一年前去世，享年76岁。

### 鈴木財團
鈴木次郎吉（／ Suzuki Jirokichi）
- 日本配音：永井一郎（ep.356－725、電影版M14）→富田耕生（ep.746－984，電影版M19）→佐藤正治（《犯人·犯澤先生》）
- 台灣配音：徐健春（ep.356，M14、19）→吳文民（ep.515－至今，《神偷怪盜1412》）
- 中國大陸配音：齐克建／郑炼

73歲，鈴木園子的伯父，鈴木財團顧問。愛犬名叫魯邦（聲優：高木涉）。一直游手好閒地環遊世界，與園子也有十年沒見。從年輕時就開始挑戰各式各樣的冒險，因此獲獎無數，很喜歡自己的英勇事蹟被登上報紙頭版的那種成就感，但是有一次「人力滑翔機世界一周」的新聞竟然被「復活的怪盜基德」給搶走頭版，從那時起就致力於尋找大珠寶然後登報紙向怪盜基德發出挑戰，在有人群的地方大肆報導實況，計劃在成功親手逮捕怪盜基德後將其當作人生最後也是最大的成就，但是總是不成功，頭版還每次都被成功保護寶石的柯南奪走，但由於柯南足智多謀，加上他很能對付怪盜基德，因此將他視為「基德剋星」，對他十分器重，但不太信任中森銀三，對於他的捉捕行動總是持有不同意見。
初登場於漫畫第44卷，動畫第356話《怪盜基德令人驚異的空中漫步》。
鈴木史郎（／ Suzuki Shirō）
- 日本配音：松岡文雄
- 台灣配音：魏伯勤（大陸版ep.76）／徐健春（ep.76）／吳文民（ep.746－至今）／劉傑
- 香港配音：陳永信
- 中國大陸配音：张云明

52歲，鈴木園子的父親，「鈴木財團」董事長。體型肥胖，但平時很喜歡看格鬥類型的節目，是個典型的“妻管嚴”。性格隨和，興趣是畫日本畫。欣賞毛利小五郎的推理能力，亦很信任柯南。在鈴木財團成立60週年紀念會中，被怪盜基德易容成其本人混入。
初登場於漫畫第16卷，動畫第76話《柯南 VS 怪盜基德》。
鈴木朋子（／ Suzuki Tomoko）
- 日本配音：一柳留美
- 台灣配音：林凱羚（大陸版ep.76）／魏晶琦（ep.76）／蔣篤慧（ep.746－）／楊凱凱
- 香港配音：區瑞華
- 中國大陸配音：杨晨

43歲，鈴木園子的母親，「鈴木財團」董事長夫人。性格好強自信。和次郎吉一樣一心想抓住怪盜基德，並由此經常與基德對決，但是在鈴木財團成立60週年的紀念大會上的第一次對決中怪盜基德易容成小蘭並在會場設計製造了混亂，之後趁機偷走了佩戴在自己身上的真正的珍珠，最後在柯南的阻撓下將寶石還回。由於已經決定將長女綾子嫁給富澤財團的三子富澤雄三，因而繼承人只能是園子的未來丈夫(入贅女婿)，所以堅決不支持園子和京極真相戀，並向京極真下了賭注：只要能守住即將展示的寶石「翠綠皇帝」不被怪盜基德奪走就承認二人的戀情。最後京極真利用自身的優勢，以及在柯南、園子、怪盜基德的幫助下守住了寶石，並贏得了朋子的認可。
初登場於漫畫第16卷，動畫第76話《柯南 VS 怪盜基德》。
鈴木綾子（／ Suzuki Ayako）
- 日本配音：元井須美子（ep.34、35）→鈴鹿千春（ep.72、76）
- 台灣配音：馮友薇（ep.34、35）→方雪莉（ep.72、76）／方雪莉（重譯版）／林凱羚（大陸版）
- 香港配音：黃鳳英

24歲，鈴木園子的姊姊，鈴木史郎的長女，「鈴木財團」大千金，與富澤財團的三兒子富澤雄三有婚約。相貌特徵是瞇瞇眼，性格和妹妹園子完全不同，綾子的性格溫柔、隨和，更有名家千金的風範，比園子要成熟很多。
初登場於漫畫第5卷，動畫第34-35話《山莊繃帶怪人之殺人事件》。
鈴木園子
「鈴木財團」二千金。
富澤雄三（／ Tomizawa Yūzō）
- 日本配音：松本保典
- 台灣配音：官志宏／魏伯勤（大陸版）
- 香港配音：陳卓智（ep.72）→李錦綸（ep.76）

28歳，富澤財團三公子，鈴木綾子的未婚夫。
初登場於漫畫第13卷，動畫第72話《三胞胎別墅殺人事件》。
後藤善悟（／ Godō Zengo）
- 日本配音：楠大典；台灣配音：徐健春

38歳，鈴木次郎吉的保鑣。
初登場於漫畫第64卷，動畫第537話《怪盗基德vs最强金库》。

### 赤井家
赤井務武
赤井家的父親，在女兒真純出生前疑似被黑衣組織給追殺下生死不明。
赤井瑪麗／瑪麗·世良
赤井家的母親，因被貝爾摩德給用計服用APTX4869後縮小成國中少女的模樣。
赤井秀一
赤井家的長男，FBI的王牌特工，曾臥底黑衣組織，目前化為沖矢昴。
赤井秀吉／羽田秀吉
赤井家的次男，被羽田家收養改姓，並培訓其將棋才能，有「太閣名人」的尊稱。
赤井真純／世良真純
赤井家的么女，隨母姓，自稱為高中生偵探，轉入帝丹高中。

### 宮野家
宮野厚司
宮野家的父親。
宮野艾蓮娜
宮野家的母親。
宮野明美
宮野家的長女。
宮野志保／灰原哀
宮野家的次女。

### 羽田家
羽田秀吉（／ Haneda Shūkichi）／赤井秀吉（／ Akai Shūkichi）
- 日本配音：森川智之／甲斐田幸（少年時）；台灣配音：吳文民；中國大陸配音：惠龙／叶知秋（少年時）

28歲，赤井家的次男，原名赤井秀吉，遷居日本後改從母姓；高中畢業後被羽田家收為養子並改成現在的姓氏，義兄為羽田浩司。跟父親赤井務武的外型長得很像。
將棋棋士，人稱太閤名人，擁有瞬間記憶，也很擅長推理。宮本由美的男友，被其喊做中吉（ Chūkichi，部分中文版本译作“羞吉”或者“熊吉”）。因由美的一句玩笑話而決定瞞著她成為將棋中的七冠王，曾經在名人戰中戰勝勝又力成功達成七冠王，但後來在王將戰中戰敗後失去王將頭銜目前擁有六個頭銜。
命名來自日本戰國時代其中一位末期名主羽柴秀吉，原型來自日本将棋史上第一個達成七冠王的人羽生善治。
初登場於漫畫第80卷，動畫第731-732話《現場的鄰人是前男友》。
羽田浩司（／ Haneda Kōji）
- 日本配音：安元洋貴；中國大陸配音：郝祥海

17年前被害時28歲，秀吉的義兄，是曾經最接近七冠王的將棋棋士。十七年前時任四冠王，出於自己的愛好而遠赴美國參加國際象棋比賽，在比賽前天在他下榻的酒店房間裡被某人襲擊身亡，死因是服下APTX-4869，與黑暗組織有關(羽田浩司亦曾經看過蘭姆真實身分，並在30年前(即本篇47年前)代替烏丸出席國際經濟論壇年會的一則新聞報道。)。，其護身符為第一次戰勝自己將棋師傅時所下的最後一步棋子「角行」，且棋子左下角有一裂痕。在若狹留美的回憶中，羽田浩司曾手持「角行」將棋說出将棋格言「遠角有好招」（遠見の角に好手あり），隨後交給她作為護身符 。安室透曾在公安研修課程中了解過羽田浩司的案件。
羽田康晴（／ Haneda Yasuharu）
浩司的父親、秀吉的義父、市代的丈夫，也是務武的好友。17年前拜託赤井務武調查兒子浩司的死因。從未登場，長相也沒人知道，只是被提起過。
命名來自日本職業將棋棋士大山康晴。
羽田市代（／ Haneda Ichiyo）
康晴的妻子、浩司的母親、也是秀吉的義母。跟丈夫一樣，從未登場，長相也沒人知道，只是被人提起過。
命名來自日本職業將棋女棋士清水市代。

### 服部家
服部平藏
服部家的家長。
服部靜華（／ Hattori Shizuka）
- 日本配音：勝生真沙子；台灣配音：陶敏嫻（ep.220、221）／方雪莉（ep.263）／馮嘉德（ep.490）／傅其慧（M21）

42歲，舊姓池波，服部平次的媽媽。全職的家庭主婦，喜愛烹飪，烹飪技術一流，同時亦是深藏不露的劍道高手，身手相當敏捷俐落，因為丈夫是警政界人士，所以對於警察辦案手續等也相當熟悉。曾經到東京以一個陌生人的身分去試探小五郎，其實是想試探柯南，結果令她很滿意。這似乎也讓毛利與服部兩家的關係更進了一步。在電影版《唐紅的戀歌》中揭露她曾是歌牌女王。
初登場於漫畫第28卷，動畫第220-221話《滿囗謊言的委託人》。命名來自於日本著名歷史小說作家池波正太郎和日本推理小說作家野村胡堂筆下的著名推理小說《錢形平次捕物控》中主角錢形平次的女朋友靜。
在中學時期在全國劍術大賽中的決賽中敗給椿美智子﹙《城市風雲兒》主角鐵刃的母親﹚而屈居亞軍。
服部平次
服部家的兒子。

### 遠山家
遠山銀司郎
遠山家的家長
遠山櫻（／ Tōyama Sakura）
42歲，銀司郎的妻子，和葉的母親，曾為大阪府警槍械對策部隊成員，學生時代亦是靜華的同學。
初登場於漫畫第106卷，和女兒的長相和聲音十分相似，並在初登場時故意扮成和葉的裝扮，戴上口罩後連小蘭也分辨不出，直至被丈夫拆穿身份。但也因此意外促成平次向和葉表白成功的機會。
遠山和葉
遠山家的女兒。

### 圓谷家
圓谷朝美（／ Tsuburaya Asami）
- 日本配音：大谷育江；台灣配音：魏晶琦

15歲，圓谷光彥的姊姊，父母是老師。個性活潑又開朗，弟弟離家出走時竟然不擔心，反而非常開心。三途之Ⅲ樂團的歌迷。
初登場於漫畫第35卷，動畫第289-290話《光彥森林迷失記》。

### 小島家
小島元次（／ Kojima Genji）
- 日本配音：野島昭生；台灣配音：魏伯勤

32歲，小島元太的父親。道地的東京人，經營小島酒館，雖然平時老實，但個性火爆且正義感強，所以容易和人打架，討厭歪門邪道的東西。曾參加「全國小島先生選拔賽」而應妻子要求戴眼鏡，因比賽並非按成績而進入前三強，卻被捲入殺人事件。
初登場於漫畫第63卷，動畫第551-552話《兇手是元太的父親》。

### 目暮家
目暮綠（／ Megure Midori）
- 日本配音：折笠愛；台灣配音：陶敏嫻（ep.217、218）→楊凱凱（ep.608、609）

約37歳，目暮十三的妻子，暱稱小綠，高中時是一位女中豪傑。因目暮警官年輕時偵辦的「連續駕車撞人逃逸案件」而相識，當時為替朋友報仇而自願當誘餌，曾因該事件被車撞受重傷。額頭與目暮警官一樣因該事件而留下的疤，小五郎等人後來才知目暮警官之所以戴著帽子是因為避免自己與小綠的羅曼史被別人拿來當笑柄。
初提及於漫畫第21卷，動畫第146-147話《總局刑警戀愛物語》。
初登場於漫畫第28卷，動畫第217-218話《目暮尘封的秘密》。

### 山村家
山村美砂繪（／ Yamamura Misae）
- 日本配音：堀絢子；台灣配音：楊凱凱

85歲，山村操的祖母，住在鳥取縣八頭町。
命名來自於有「日本的阿嘉莎·克莉絲蒂」之稱的著名推理小說作家山村美紗。
初登場於漫畫第52卷，動畫第545-546話《霧中慘叫的魔女》。

### 本堂家
伊森·本堂
本堂家的父親。
本堂瑛海／水無怜奈
本堂家的長女。臥底於黑暗組織，組織代號為Kir。化名的公開身份為日賣電視台女主播。
本堂瑛祐（／ Hondō Eisuke）
- 日本配音：野田順子；台灣配音：劉傑／蔣篤慧（僅ep.446、447）

17歲，伊森的兒子，瑛海的弟弟，帝丹高中2年B班的轉學生，現已去美國。非常遲鈍，然而自認為是不被上天眷顧罷了。小時候因為白血病的關係，用姐姐瑛海的骨髓做過移植手術，血型已由當初的O型變為AB型。
為尋找姐姐而轉學至帝丹高中，與毛利蘭和鈴木園子同班。最後，瑛祐發現姐姐真正身份，更立志跟隨姐姐與父親的腳步，加入CIA工作。對柯南的一舉一動都十分注意，並曾向柯南表示自已對小蘭一見鍾情，並從柯南的反應知道柯南的真正身份。為了加入CIA，而拒絕FBI的保護。
初登場於漫畫第49卷，動畫429-430話《無法回頭的兩個人》。名稱来自英國作家伊恩·佛萊明筆下的著名間諜角色詹姆士·龐德。

### 大岡財團
紅葉的祖父
日本前首相，疑似為黑衣組織的線人，同時也是組織的幹部之一。
大岡紅葉
大岡家千金，疑似知情祖父和黑衣組織的關聯。
伊織無我（／ Iori Muga）
- 日本配音：小野大輔；台灣配音：吳文民（電視版、電影版M27）／陳幼文（電影版M21）；中國大陸配音：彭尧

30歲，大岡紅葉家的管家。
初登場时戴着帽子和耳機、眼鏡、圍巾，並化名為和田進一（／ Wada Shin'ichi），於白羅咖啡廳監視服部平次，自稱職業是醫務工作者，擅長推理和歷史知識，對於歌牌也有了解，但其實是由大岡紅葉遠程指揮。
後來揭曉他擔任管家前曾為公安警察，多年前曾在一次臥底行動中使用偽名「榊原」，和风见裕也是警校同期的同学，毕业后被分到警察厅警备企划课的黑田组，但是在三年前大冈家的那件案子之后，在紅葉的打氣後辞职，但事實上其實是被黑田派去大岡家監視、調查大岡家和黑衣組織的關聯。
初登場於漫畫第92卷，動畫方面則提前在電影版第21作《唐紅的戀歌》中登場，后正式登場於第885-886話《在白羅咖啡廳解謎》，是柯南漫畫動畫歷史上第一個以「????（?）」形式名牌登場的角色。
命名来自於電視劇《大岡越前》中的虛構歷史人物榊原伊織及飾演其的演員竹脇無我。

## 朋友

### 白羅咖啡廳
榎本梓（／ Enomoto Azusa）
- 日本配音：榎本充希子
- 台灣配音：陶敏嫻（ep.152、207、220、438、477）／魏晶琦（ep.350－351、464）／楊凱凱（ep.526－）／傅其慧（電影版M16、20、22）
- 中國大陸配音：阎么么

23歲。白羅咖啡廳的女服務生，安室透在白羅咖啡廳的女同事。髮型為左偏分直長髮，髮色為黑色（漫畫版原畫彩圖）、棕色（動畫）。性格善良，工作熱心。和毛利蘭是好朋友，有一個哥哥叫榎本杉人。曾兩度被捲入與手機有關的事件中。也是怪盜基德的忠實粉絲，自稱「月下的侍者」。
初登場於動畫第152話《神秘老人失蹤事件》，原為動畫原創角色，後於原作登場。命名來自於其聲優榎本充希子。

### 妃律師事務所
栗山綠（／ Kuriyama Midori）
- 日本配音：百百麻子
- 台灣配音（電視版）：魏晶琦（ep.264－265）／蔣篤慧（ep.297－298、589－607）／陶敏嫻（ep.333－474）／馮嘉德（ep.489）
- 台灣配音（電影版）：方雪莉（M2）／魏晶琦（M4、22）／陶敏嫻（M10）
- 香港配音：蔡惠萍
- 中國大陸配音：赵小双

25歲，妃英理的秘書，個性溫柔細心。
初登場於第2部劇場版《第十四號獵物》，動畫登場於第264-265話《法庭的對決 妃英理VS小五郎》，漫畫登場於第40卷。命名來自於日本著名編劇山田隆司的筆名栗山綠。

### 伊呂波壽司店
脇田兼則（／ Wakita Kanenori）
- 日本配音：千葉繁；台灣配音：劉傑；中國大陸配音：陈思宇

56歲。伊呂波壽司店廚師。自稱左眼因「長出很不得了的東西」並用眼罩將其遮蓋。雙眼曾有「過目不忘」的能力，但在17年前和現今因不明原因相繼失去能力，其中左眼更因疑似失明。愛好推理，喜歡解謎，在萬馬券事件結束後拜毛利小五郎為師。
真實身份為黑暗組織二號人物蘭姆，其代號繼承自長年侍奉烏丸蓮耶的父親，並且就是兩年前使赤井秀一（化名諸星大，組織代號“Rye”）暴露身份的老人，同时也是在17年前杀害阿曼达·休斯和羽田浩司两人的凶手之一。由于他的伪装太过高明，以至于身边非组织成员的人当中疑似只有黑田兵卫发现了他的身份，其他人（FBI以及工藤一家）在监听了组织内部的对话后则对其存怀疑态度。平时针对他的监视工作由安室（零）负责。
漫画第1150话被朱蒂等人知道身份，同时也确认其左眼于多年前被赤井务武打伤导致失明。
初登場於漫畫第92卷，動畫第894-895話《隔壁的江戶前推理秀》，實際曾以倉庫老人身分登場於漫畫第58卷，動畫第497話《紅與黑的碰撞（覺醒）》中被提及其偽裝身份。

### 小倉拉麵
小倉功雅（／ Ogura Katsumasa）
- 日本配音：魚建；台灣配音：劉傑（ep.644－645）→吳文民（ep.827－828）

49歲，「小倉拉麵」店主，「閻魔大王拉麵」發明者。在杯戶町經營拉麵店多年，直至柯南和小五郎光顧該店，地產商西津德盛在店內被理髮師谷中篤毒殺後，小倉將店鋪遷至米花町，其後結識世良等人並稱世良為「真理」（マリちゃん）。
初登場於漫畫第73卷；動畫644-645話《美味得要死的拉麵》。命名來自漫畫雜誌《週刊少年Sunday》的同名編輯部成員小倉功雅。
大橋彩代（／ Ōhashi Sayo）
- 日本配音：平松晶子；台灣配音：楊凱凱（ep.644－645）→魏晶琦（ep.827－828）

28歲，小倉拉麵店兼職女店員，曾向柯南和小五郎極力推薦「閻魔大王拉麵」。父親是一名經常光顧小倉拉麵店的律師，長期患有高血壓，一次在店內與西津德盛的部下爭吵時突發腦溢血逝世。店鋪由杯戶町遷至米花町後，大橋彩代仍在該店內兼職。
初登場於漫畫第73卷；動畫644-645話《美味得要死的拉麵》。曾登上柯南單行本（第88卷）封底鑰匙孔『非主線』人物。

### 其他朋友
七川絢（／ Nanakawa Aya）
- 日本配音：矢島晶子（ep.343～344）→倉田雅世（ep.491）；台灣配音：蔣篤慧

17歳，新一、小蘭、園子在帝丹中學時代的同學兼友人。
初登場於漫畫第42卷，動畫第343-344話《便利店的陷阱》。
米原櫻子（／ Yonehara Sakurako）
- 日本配音：丹下樱；台灣配音：楊凱凱（ep.652－655）→魏晶琦（ep.731－732、814－815）

23歲，是一個有點冒失，但是卻很盡職盡責的女傭。觀察比較敏銳且記憶力也很好（能夠感覺到柯南人前人後的轉變），能對事件推理起到積極作用。
很愛戴一直資助她學費的設計公司社長若松耕平米原櫻子是單親家庭的獨生女，她的母親是杯戶町若松家的女僕，很受社長若松耕平的照顧。母親去世後，櫻子被若松社長接納視為養女，之後被雇用為傭人，櫻子的學費也一直由若松社長資助。
與三池苗子及千葉和伸是青梅竹馬，與千葉和苗子同樣就讀於帝丹小學，比千葉和苗子低一年級。但是三人重新相遇時，千葉只認出櫻子而依舊沒認出三池，令後者大為鬱悶。
在兩次的工作中，皆遇上殺人事件。後來作為女演員庄野杏奈的臨時經紀人出現，杏奈突然被殺，櫻子十分慌亂，以為自己受到了詛咒才到處碰見殺人案件。
初登場於漫畫第74卷，動畫第652話《毒和幻的設計（EYE）》。

## 知名人士

### 演藝人員
沖野洋子（／ Okino Yōko）
- 日本配音：天野由梨（第3～122話）→長澤美樹（第249話～）
- 台灣配音：許淑嬪（ep.3～51）→方雪莉（ep.3～51，重譯版）→陶敏嫻（ep.122～390、436）→蔣篤慧（ep.425、479）→馮嘉德（ep.488、498）→楊凱凱（ep.608～至今）
- 香港配音：沈小蘭（ep.3）→黃麗芳（ep.21）→林元春（ep.31、51、122）
- 中國大陸配音：幽舞越山

22歲，日本當紅的人氣歌手，原地球淑女隊成員，目前的經紀人為山岸榮一，毛利小五郎的偶像，水無怜奈的好友，藤江明義的前女友。曾請求小五郎幫忙解决案子，也常將自己演唱会的入场券送給毛利一家。
初登場於漫畫第1卷《平成的福爾摩斯》，動畫第3話《偶像密室殺人事件》。命名來自於同名日本漫畫家冲野洋子。有時動畫版會借沖野洋子之名，演唱片頭曲或片尾曲（如《紅與黑的碰撞》系列中的片尾歌曲「雪どけのあの川の流れのように」）。
劍崎修（／ Kenzaki Osamu）
- 日本配音：江川央生
- 台灣配音：官志宏（ep.249～250）→曹冀魯（ep.727～728）

26歲，著名男演員，沖野洋子的好友。為人氣推理劇《偵探左文字》的男主角「松田左文字」的演員。
曾經向星野輝美告白過但被打槍，岳野雪的愛慕對象。
初登場於漫畫第32卷；動畫第249～250話《偶像的秘密》。

### 足球選手
赤木英雄（／ Akagi Hideo）
- 日本配音：辻谷耕史
- 台灣配音：官志宏（電視版，含重譯版）／劉傑（電影版M16）
- 香港配音：梁偉德
- 中國大陸配音：李立宏／郝祥海

19歲，職業足球隊「東京SPIRITS隊」的選手，位置是前锋（FW），背號11號，元太和光彥是他的忠實球迷。兩年前雙親死亡，與小學三年級的弟弟赤木守兩人住在米花町的高層公寓，由赤木量子照顧胞弟。畢業於米花高中，上村直樹是他的好友，也是他的競爭對手，曾經在練習時踢傷直樹。兩人領導足球社稱霸全國，被稱為「黃金双雄」。
初登場於漫畫第7卷第68話；動畫第10集《足球選手恐嚇事件》；亦在劇場版《第11位前鋒》中登場。
上村直樹（／ Uemura Naoki）
- 日本配音：矢尾一樹
- 台灣配音：符爽（首發版）／劉傑（重譯版）
- 香港配音：鄺樹培

19歲，職業足球隊「東京SPIRITS隊」的選手，位置是前锋（FW）。步美是英雄與直樹的忠實球迷。畢業於米花高中，個性好強，赤木英雄是他的好友，也是他的競爭對手，兩人領導足球社稱霸全國，被稱為「黃金双雄」。曾經在練習時被英雄踢傷。
初登場於漫畫第7卷第68話；動畫第10集《足球選手恐嚇事件》；亦在劇場版《第11位前鋒》中登場。
比護隆佑（／ Higo Ryūsuke）
- 日本配音：櫻井孝宏
- 台灣配音：曹冀魯（電視版）／陳進益（電影版M16）
- 中國大陸配音：惠龙

19歲，職業足球隊「BIG大阪」的選手，位置是前锋（FW），背號9號。灰原是他的超級粉絲。畢業於港南高中，與沖野洋子是同校校友，同時也喜歡他的歌曲《Dandylion》。有一個同父異母的哥哥遠藤陸央，但他沒有將他公諸於世。曾在工藤新一國中三年級時邀請他加入球隊，但被新一婉拒。曾傳出與偶像明星沖野洋子熱戀的八卦消息，灰原和小五郎在得知後大受打擊，兩人決定調查真相，前往跟比護和洋子有關的意大利餐廳，但比護的足球部學長飛鳥悌耶在那裡被殺害了，且比護和洋子成為嫌疑人。最終柯南解決了事件，證明了二人的清白，事後兩人否定了熱戀的八卦消息；比護得知灰原努力尋找決定性證據協助破案，摸了灰原的頭表示感謝，稱這是非常棒的助攻。並表示希望灰原將來能進入他的隊伍，灰原也下定決心努力練習足球，爭取能夠加入BIG大阪隊。
初登場於漫畫第34卷，動畫第279-280話《瘋狂足球迷》，亦在劇場版《第11位前鋒》中登場。命名來自於葡萄牙足球員路易斯·菲戈（Luís Figo）。
真田貴大（／ Sanada Takahiro）
- 日本配音：吉野裕行
- 台灣配音：陳幼文（電影版M16）／曹冀魯（ep.742）／吳文民（ep.766）

18歲，職業足球隊「BIG大阪」的選手，位置是前锋（FW），背號19號。個性傲慢，反感小孩子，踢球技術一流，慣用左腳。
初登場於劇場版《第11位前鋒》；後來也在漫畫中登場；也於動畫版第742話《與J聯盟球員的約定》以及第766話《堤無津川風箏事件（後篇）》中登場。

### 播報員
麥倉直道（／，Mugikura Naomichi）
- 日本配音：梅津秀行（ep.176～177）／大川透（ep.316）／目黑光祐（ep.356）／長（電影版M16）
- 台灣配音：官志宏（ep.176～177）／劉傑（ep.316、356、627）／徐建春（電影版M16）／江志倫（總集篇）

43歲。日賣電視台的播報員兼記者。
初登場於漫畫第24卷，動畫第176話《與黑衣組織的再會（灰原篇）》。

### 程式設計師
板倉卓（／ Itakura Suguru）
- 日本配音：大友龍三郎
- 台灣配音：徐健春

45歲，自由軟體程式設計師，從事電影特殊視覺效果的CG創作者。曾拒絕組織要求其製作電腦軟體，雖然在組織的騷擾下就範但仍沒有完成程式開發（曾透露自己「為了全人類」著想的理由決定放棄軟體開發）。最後在交貨給組織前便被舊友所殺；其遺留的日記裡不只提到程式開發外還透漏些許組織的底細。
初登場於漫畫第37卷，動畫第307話《遺留的無聲證言》。

### 時尚設計師
芙莎繪·坎貝爾·木之下（／，Fusae Campbell Kinoshita）
- 日本配音：增山江威子／本多知惠子（童年）
- 台灣配音：陶敏嫻

49歲，國際知名時尚設計師，阿笠博士的初戀情人。由於和阿笠博士在孩童時定下的銀杏之約，每到約定的日子都會去約定的銀杏樹下等待，於第30年的約定日曾與毛利蘭在樹下相遇，至第40年的約定日終於等到阿笠博士，一直保持單身。在看到博士和他身邊的孩子們後，決定將這段回憶永遠的塵封在心裡，因為她誤以為博士已經有了家庭，如果讓阿笠博士知道有個女孩子等了他40年，必定會心痛無比的。在她即將離去時，博士喊道：「我現在也最喜歡銀杏喔」她驚訝了一下。她臉頰微紅，這句話似乎使得芙紗繪重新燃起了內心的希望。
初登場於漫畫第40卷，動畫第421-422話《銀杏色的初戀》。

### 將棋棋士
勝又力（／ Katsumata Chikara）
- 日本配音：稻葉實
- 台灣配音：陳彥鈞（ep.785－786）→劉傑（ep.849－850）
- 中國大陸配音：汤水雨

將棋名人，初登場時在名人戰中戰敗於羽田秀吉，后来在王將戰中戰勝秀吉。女兒勝又水菜（／ Katsumata Mina）也是將棋棋手。
初登場於漫畫85卷；動畫785-786話《太閤戀愛的名人戰》。曾登上柯南單行本（第85卷）封底鑰匙孔人物。

### 資本家
阿曼達·休斯（Amanda Hughes）
- 日本配音：富永美衣奈

十七年前被害的美國資本家（當時是81歲），淺香的養母（其父是自己的保鑣卻遭遇害），在美國政府機關和調查機關均很有人脈。浩司的崇拜者，在國際象棋大賽前天與浩司被黑暗組織的幹部朗姆給殺害（為了保護淺香自行搶下並服下APTX-4869自盡）。
曾將淺香視為女兒般來看待，在羽田案發生前曾表示自己在五十年前左右在一名日本大富翁的生日宴會上見過童年時期的朗姆。
初登場於漫畫89卷；曾登上柯南單行本（第104卷）封底鑰匙孔人物。

### 檢察廳
九條玲子（／ Kujō Reiko）
- 日本配音：松本梨香
- 台灣配音：方雪莉／魏晶琦／蔣篤慧

33歲，東京地方檢察廳的檢察官，被稱為「司法界瑪丹娜」。為妃英理的勁敵，經常與妃英理對簿公堂，也多次被麻醉後推理的毛利小五郎打敗。在初登場與妃英理對決的官司弄錯嫌犯。之後柯南麻醉小五郎在法庭解開事件真相，也讓自己輸得心服口服並以打破妃英理的不敗紀錄為努力目標。
初登場於動畫第264～265話《法庭的對決 妃英理VS小五郎》，動畫原創角色，原著漫畫中並沒有登場，因此在動畫中前後形象差異頗大。

## 日本警察機關

### 警察廳
日本最高級的警察機構，附屬於內閣府旗下的國家公安委員會。
降谷零（／ Furuya Rei）／安室透（／ Amuro Tōru）／波本（Bourbon）
- 日本配音：古谷徹〈初代，第667～1110話；M20～26〉→草尾毅〈二代，第1150話～至今；M28～至今〉／伊瀨茉莉也（少年時期）
- 台灣配音：劉傑／楊凱凱（少年時期）
- 香港配音：李家傑
- 中國大陸配音：藤新／葉知秋（少年時期）

29歲，化名安室透。警察廳警備局警備企畫課（通稱“零”）所屬的公安警察，高級國家公務員。被派入黑暗組織內的間諜，組織代號為波本，公開身份為一名私家偵探，後來在「白羅咖啡廳」擔任服務生。
外貌帥氣、頭腦聰穎，髮色為茶髮色、紫灰瞳孔、小麥肌膚。性格陽光、天然、善良、頑皮，很受歡迎，另一面是個自傲、城府很深的人。會利用組織力量來達到目的，與苦艾酒被琴酒合稱為「秘密主義者」。有著一流的情報收集能力、觀察力以及洞察力。擁有高超的開車技術，愛車是白色馬自達RX-7。擅長烹飪，尤其是三明治。此外亦擅長演技、搏擊、網球、開鎖、音樂、外語、拆彈等。
與諸伏景光是同事及小時候就認識的朋友，此外在警校時期和松田陣平、萩原研二和伊達航等人是好友兼同期畢業生，是該屆綜合成績的第一名。小時候因頭髮的顏色而遭受岐視。與宮野明美一早就認識，曾為了被宮野艾蓮娜治療故意打架受傷。
初登場時以安室透為名自稱一名私家偵探，後來在一場案件過後拜毛利小五郎為師，並於毛利偵探事務所一樓的「白羅咖啡廳」擔任服務生，目的是要厘清在水無伶奈事件中毛利小五郎和雪莉是否有所關係。後來揭曉他是黑暗組織的高級幹部，代號為波本（Bourbon），是組織為了尋找雪莉派出的，曾經試圖將雪莉強行帶回組織，但因為柯南的設計下讓怪盗基德偽裝成雪莉，誤以為雪莉已被炸死，也因為該次事件，他開始重新調查赤井秀一死亡的案件。並開始對柯南的身份及「沉睡的小五郎」的由來產生濃厚的興趣。與赤井秀一是對手，對他非常反感。因為過去好友諸伏景光的死亡而對赤井秀一懷恨在心甚至會動用組織的力量來對付赤井。由於不相信赤井已經死亡，曾請苦艾酒將自己易容成燒傷的赤井來試探FBI，並與苦艾酒約定「在任何情況下，絕不去傷害柯南和小蘭」。
後來推斷赤井還活着且認定他就是現居於工藤家中的沖矢昴，於是親自到工藤家揭露他的身分，但被事先預料到此事的柯南和工藤優作蒙騙過去。之後赤井本人在電話那頭告誡他「不要搞錯自己真正的敵人」後和苦艾酒在車上提及知道苦艾酒的秘密，並稱其秘密會讓組織的人大吃一驚。雖然與FBI的目的相同，但安室似乎覺得殺死秀一可以獲得組織更多信任。後來揭曉他是警察廳警備局警備企畫課所屬的公安警察，本名降谷零，是被警察廳派入黑暗組織內的間諜。
命名來自於其聲優古谷徹及其在《機動戰士高達》中聲演的角色阿姆羅·雷，降谷及透來自於前者（音同古谷徹），安室及零來自於後者（音同阿姆羅·雷）。組織代號命名來自美國同名的威士忌酒。
初提及於漫畫第60卷，動畫509話《紅白黃色和偵探團》;初登場於漫畫第75卷《私家偵探》，動畫667-668話《婚禮前夜》。

### 警視廳
日本東京都的警察機關，負責本作的主要事件。

#### 警視廳高層
白馬警視總監（／ Hakuba）
日本配音：長嶝高士（神偷怪盜）；福田信昭（神偷怪盜1412）
台灣配音：劉傑（神偷怪盜）；吳文民（神偷怪盜1412）
白馬探的父親，警視廳警視總監。

#### 刑事部
小田切敏郎（／ Odagiri Toshirō）
- 日本配音：中田浩二；台灣配音：徐健春（電影版M4、M14）→陳幼文（電影版M15）；中國大陸配音：齊克建

56歲。警視廳刑事部部長（警視長）。日本居合流刀法的高手，左撇子。小五郎的前上司，與兒子小田切敏也關係不太好。
初登場於電影版M4《瞳孔中的暗殺者》，後於M14《天空的遇難船》、M15《沉默的15分鐘》和M22《零的執行人》等電影版登場。
松本清長（／ Matsumoto Kiyonaga）
- 日本配音：加藤精三
- 台灣配音：劉傑（ep.18－304、總集篇）→官志宏（ep.390～391，重譯版ep.18，電影版M13）→魏伯勤（ep.531～683）
- 香港配音：陳曙光
- 中國大陸配音：齊克建

54歲。警視廳刑事部搜查一課前任管理官（警視→警視正）。松本小百合（新一等人的國中音樂老師）的父親。外貌兇惡，左臉有一道橫跨左眼的可怖傷疤。擅長格鬥，能夠在左眼負傷的情況下空手奪白刃並予以反擊。在20年前追捕連續殺人犯過程中，左眼因歹徒攻擊而留下傷痕，園子曾形容他像大猩猩。
初登場於漫畫第8卷，動畫第18話《六月新娘殺人事件》，電影版M13《漆黑的追跡者》。命名来自於日本知名推理小說作家松本清張。

##### 搜查一課
專責偵查嚴重案件，包括殺人、搶劫、強姦、綁架或縱火等罪行。
黑田兵衛（／ Kuroda Hyōe）
- 日本配音：岸野幸正；台灣配音：曹冀魯；中國大陸配音：刘琮

50歲。警視廳刑事部搜查一課現任管理官（警視）。原本是警察廳幹部
外貌是個右眼被燒傷的獨眼壯漢。因原和阿曼達·休斯會面前，不幸捲入阿曼達·休斯和羽田浩司被殺案中，並為護送阿曼達的保鑣兼養女的瑞秋·淺香以避開黑暗組織的追殺時，發生交通事故導致右臉被火燒傷，在醫院昏迷將近十年，所以醒來後才從警察廳調派到長野縣警署擔任搜查一課課長一段時間，後調到警視廳接替松本清長的職位。
與安室透有保持聯係，是他的直屬上司，而且多半稱呼其在組織中的代號波本而不是本名。習慣用「檢查」指代「確認是否被跟蹤」，用「消毒」指代「甩掉跟蹤」，同時亦是曾任公安的伊織無我的前上司。
對柯南的推理能力感興趣，並稱呼其為 「沉睡小五郎的智囊」。並曾因此在一次事件中吩咐目暮警部等人按柯南指示重現案發現場兇手的行動 (E.814)。 並在多次見識柯南的推理後甚為信任，在一次事件後向他說明17年前羽田浩司被殺案的內幕。
初登場於漫畫第86卷，動畫第810-812話《縣警的黑暗》。命名来自於日本安土桃山時代的著名武將黑田官兵衛。
目暮十三（／ Megure Jūzō）
- 日本配音：茶風林
- 台灣配音（電視版）：符爽（ep.1－51）→徐健春（ep.52－488）→吳文民（ep.493－至今）／魏伯勤（大陸版）／徐健春（重譯版）／吳文民（VCD版）
- 台灣配音（電影版）：徐健春（M1－4．7－19）／李景唐（M5－6）／吳文民（M20－至今）
- 香港配音（電視版）：林保全（TVB版本）
- 香港配音（電影版）：林保全（TVB版本）／不明（M1－10）→黃啟明（M11－21）→陳健豪（M22－至今）（DVD版本）/羅偉傑(M26)
- 中國大陸配音：李立宏／范哲琛／齐克建／常进／张闻天

警視廳刑事部搜査一課強行犯搜查三系的系長（警部），是白鳥任三郎的同事，佐藤美和子、高木涉的上司；曾是毛利小五郎的上司，亦是工藤優作的老朋友。經常在兇案現場要求部下（高木、千葉等人）調查相關證據；在處理綁架案時則擔任指揮的工作。由於工藤新一和白马探都曾幫助他偵破不少案件，所以對他们都有很高的評價，其中稱呼新一为「工藤老弟」。當毛利小五郎還是一名刑警時，案件遲遲無法解決，給目暮添了不少麻煩，於是小五郎也尊稱他「警部大人」。因為幾乎都會在案發現場巧遇小五郎，令他在心中吐槽其為「瘟神」；柯南也常以小五郎的名義通知他前來聽「自己的」推理。
初登場於漫畫第1卷《平成的福爾摩斯》，動畫第1話《雲霄飛車殺人事件》。命名来自於法國著名推理小說作家喬治·西默農筆下的名偵探儒勒·梅格雷和有「日本科幻小說始祖」之稱的科幻小說、推理小說作家海野十三。
白鳥任三郎（／ Shiratori Ninzaburō）
- 日本配音：鹽澤兼人（ep.146～157．M1～4）→井上和彥（ep.205～．M5～）、本田貴子（童年時代）
- 台灣配音（電視版）：劉傑（ep.146－254．804－至今）／官志宏（ep.301－478）／魏伯勤（ep.487－683）／楊凱凱（童年時代）
- 台灣配音（電影版）：孫誠（M1）／劉傑（M2・7．22－至今）／官志宏（M3－4．8－14）／康殿宏（M5．M6前段）／李景唐（M6中段）／陳宗岳（M6後段）／陳進益（M15）／陳幼文（M16．魯邦VS柯南）／曹冀魯（M17－18）
- 香港配音（電視版）：李家傑（有線兒童台版本）
- 香港配音（電影版）：招世亮→雷霆→周良鴻（TVB版）／蔡忠衛→陳健豪（DVD版）
- 中國大陸配音：吳凌雲

警視廳刑事部搜查一課強行犯搜查三系刑事（警部補→警部）。與小林澄子相戀。與京都府警部綾小路文麿同期，被警界同袍稱雙方視對方為死對頭。槍法不好，但推理能力不錯。
初登場於電影版第1作《引爆摩天樓》，後登場於漫畫第21卷《櫻田門之變》，動畫第146-147話《總局刑事戀愛物語》。命名來自於日本推理小說中的著名刑警白鳥完市和日本經典推理劇《古畑任三郎》中的主角古畑任三郎。
佐藤美和子（／ Satō Miwako）
- 日本配音：湯屋敦子
- 台灣配音：陶敏嫻（ep.130－131）→魏晶琦（ep.146－至今、電影版、特別篇）
- 香港配音：林元春
- 中國大陸配音：鄧小鷗／张欣／杨希

28歲，警視廳刑事部搜查一課強行犯搜查三系警部補。擁有極多追求者(可估算為所有日本的男警官)，有「警視廳之花」之稱。身手不凡且智勇兼備，但是個不太了解愛情的美女。是目暮十三的下屬，宮本由美的同事兼閨蜜。
短髮，髮色為黑色，眼睛瞳孔為紫色。前期衣著變化較大，後期逐漸固定為淺藍色西服外套、黑色圓領外搭搭配淡藍色包臀裙。推理能力較強，經常獨自推理出案件真相。擅長柔道。槍法精準，營救被綁架的高木時曾用手槍打斷綁着高木脖子的繩子。駕駛技術高超，開車過彎道時喜歡不拉手剎。
曾多次提及她的初戀情人為魯邦三世，曾喜歡(暗戀)松田陣平，現與高木涉是戀人關係。非常信任柯南。行事果敢堅決、細心敏銳、精練能幹、執著冷靜、堅強勇敢；嫉惡如仇，擁有強烈的正義感和犧牲精神。同時也很重感情，天真燦爛，平易近人，不失孩子氣。
初登場於漫畫第19卷，動畫第130-131話《競技場一視同仁脅迫事件》。命名來自於青山剛昌的一位同名網友。
高木涉（／ Takagi Wataru）
- 日本配音：高木涉
- 台灣配音：劉傑／官志宏（ep.146－147）／黄天佑（VCD版）／袁光麟（M5）
- 香港配音（電視版）：李錦綸→招世亮（TVB版）／李家傑（有線兒童台版本）
- 香港配音（電影版）：曹啟謙（TVB版）／陳志強→李家傑（DVD版）
- 中國大陸配音：王凱／张圣

26歲。警視廳刑事部搜查一課強行犯搜查三系刑警（巡查部長）。目暮十三的下屬，與同事佐藤美和子是戀人關係。
性格相對溫順忠厚，是與少年偵探團感情最好的警察。個性老實正直、善良體貼、隨和且迷糊，經常受到目暮警官的責罵，但現在其推理、觀察、行動等能力日益提升，反應和邏輯變得更加快速和縝密。
曾經和上司佐藤美和子一起押解犯人，但犯人卻在途中遭人殺害，差點被降級，最後改以減薪處分；甚至還搞丟僅次於性命的《警察手冊》，最後是靠少年偵探團幫忙找出來；佐藤美和子曾評價他「是個被人呼來喚去的角色，但關鍵時刻還是很靠得住的。」。
願意聽小孩的意見，和江戶川柯南及少年偵探團等人關係極好，但很容易因此被利用，所以當柯南或是毛利小五郎有需要動用到警界的力量查詢資料時，總是第一個想到高木警官，也曾經懷疑過柯南的真實身分。跟警視廳裡大部份的男性警官一樣，一開始對上司及前輩的佐藤警官抱有好感。經過一連串觸及佐藤悲痛過去的案件後，終於發展成戀人關係。但是最近運氣不佳，不但曾給灰原哀指為「屬於早死的類型」，又被宮本由美警官說「到退休前再怎麼努力，也只能升級到警部補」，因此頗為煩惱。
與同為警視廳刑事部搜查一課的前輩伊達航（已故）合稱「WATARU兄弟」。
與佐藤的感情除了由美的推波助瀾（教導他、提示他、刺激他、幫他找機會）及千葉的祝福外，幾乎無人支持這段戀情。而且兩人的約會可說是備受阻撓。曾獨自一人破解「愁思郎事件」但事與願違正當說出犯人時遭犯人給擊暈與綁走，由於意外被綁在縱火地點因此差點命喪於火災地點，卻在逃脫期間並用性命保護佐藤的父親佐藤正義所遺留的護身符手銬，因而兩人感情迅速加溫。兩人剛開始無論是對人或對己都不承認，直到佐藤和白鳥警官相親時才發現彼此的心意。幸而在柯南和新出醫生（實際上是Vermouth）的幫助下，佐藤成功拒絕白鳥的追求。正當兩人的戀情開始踏出第一步的時候，一件曾經令佐藤抱有好感的同僚松田陣平殉職的爆炸案時身受創傷。面對佐藤因為不希望身邊重要的人陸續喪命所提出的分手要求試圖找出能不會喪命也能捉住犯人的方法。幸好在柯南的協助下不但保住自己性命和找到破案關鍵，成功阻止佐藤因過去的憤怒開槍射殺犯人。之後佐藤終於能把松田的事化成回憶並跟自己重新開始展開戀情。
起初和佐藤的約會只是佐藤想和他扮成男女朋友以便追蹤犯人的行蹤，直到最近兩人真的有感情在約會時，又會遭遇到案件或是白鳥等人的插手中失敗收場。在白鳥卸下「佐藤美和子防線」總指揮官的身分與小林澄子展開新戀情後，「高佐戀」順利地發展至接吻的地步。甚至誤會過佐藤有懷孕跡象（表明兩人的關係已經發展到一個新的階段）。由於佐藤比高木年長2歲，不但是他的前輩又是上司，儘管兩人的關係比以往更為親密，高木仍習慣以敬語稱呼之。
初登場於動畫第21話《電視劇外景隊殺人事件》，動畫第66話《夜路殺人事件》中正式以正名出場，後登場於漫畫第18卷《應該相同...》。命名來自於擔任其配音員的同名聲優高木涉。
作者青山剛昌原先將其設定為無名配角；但當時的監督（導演）兒玉兼嗣表示想要一名「解說案發狀況的警官」，才因此從動畫原創角色轉為漫畫固定角色，且該人物的戲份到後期有愈來愈重的趨勢，偶爾也會和柯南及少年偵探團等人一起查案。在TV 66《夜路殺人事件》（原創劇情）正式登場，目暮警官稱其為“高木老弟”；漫畫則直到第18卷才正式出現。到了TV 146《本廳刑事戀愛物語（前篇）》，首次出現「高木ワタル」這個名字（對應的漫畫並沒有出現）。之後在TV 401《珠寶強盜現行犯（前篇）》中，其漢字全名「高木涉」正式出現警察手冊上。
千葉和伸（／ Chiba Kazunobu）
- 日本配音：千葉一伸／愛河花子（童年時代）
- 台灣配音（電視版）：官志宏／徐健春／劉傑→魏伯勤（ep.501－683）→曹冀鲁（ep.686－至今）／魏晶琦（童年時代）
- 台灣配音（電影版）：劉傑（M3－6．10）→官志宏（M9－10．12－13）→徐健春（M14－15、魯邦VS柯南）→陳進益（M16）→曹冀鲁（M18起－至今）
- 香港配音（電視版）：陳旭恆（有線兒童台版本）
- 香港配音（電影版）：巫哲棋（TVB版）／李家傑→陳志強→黃尉斯（DVD版）
- 中國大陸配音：張磊

24歲。警視廳刑事部搜查一課強行犯搜查三系鑑識刑警（巡查部長）。是個熱愛動漫的御宅族，但辦案時也毫不含糊，辦案過程中最大的樂趣就是吃速食。和高木十分談得来，而且在高木的戀情道路上亦给予不少支持，是少數支持高木與佐藤配對的男同事之一。帝丹小學第20屆畢業生，初戀情人為小學同班同學三池苗子，但直至警視廳交通部女警官的連續殺人案後才與之相認。
初登場於動畫第138-139話《最終播映殺人事件》，後登場於漫畫第27卷。命名和外型來自於擔任其配音員的同名聲優千葉一伸。
弓長（／ Yuminaga）
- 日本配音：徳弘夏生；台灣配音：劉傑（ep.325－327．909－910）／魏伯勤（ep.509－658）；中國大陸配音：郝祥海

警視廳搜查一課縱火犯一系長官（警部）。人稱一課的「火災老爹」，曾經是毛利小五郎在縱火犯科時的上司。
初登場於漫畫第39卷，動畫第325-327話《火焰中的赤兔馬》。命名來自於中國三國時期的人物張飛。

##### 搜查二課
專責偵查智慧型罪案，例如詐騙、背信、非法侵佔等商業罪行，以及公職人員的濫用職權和選舉舞弊案件。
茶木神太郎（／ Chaki Shintarō）
- 日本配音：田中信夫
- 台灣配音：劉傑（大陸版ep.76）／徐健春（重譯版ep.76）／魏伯勤（ep.538、627）／吳文民（ep.724）／曹冀魯（電ep.746－747、《魔术快斗1412》ep.10／陳彥鈞（《魔术快斗1412》ep.20）
- 香港配音：林保全

49歲，警視廳搜查二課警視。中森銀三的上司，專門逮捕智慧型罪犯，以逮捕怪盜基德爲終極目標。
於《名偵探柯南》初登場，後於《魔术快斗》中登場。命名來自於英國著名推理小說作家G·K·卻斯特頓筆下的羅馬天主教神父兼名偵探布朗神父。
中森銀三
警視廳搜查二課警部。

##### 搜查三課
專責偵查盜竊案件，例如小偷、扒竊、買賣贓物、搶劫、順手牽羊、變造存摺金融卡等等。
百瀨（／ Momose）
- 日本配音：鹽屋浩三；台灣配音：官志宏（ep.312、313）→魏伯勤（ep.572）

43歲。警視廳搜查三課警部，主管一般竊盜案。很信任柯南，對待事情嚴謹認真，而且對小孩很和氣，是個不錯的警官。很有親和力，眼睛始終瞇著。
僅於動畫第312-313話《女兒節娃娃事件》、第572話《妖怪倉庫的尋寶戰爭》中登場。命名來自於女兒節。

#### 交通部
宮本由美（／ Miyamoto Yumi）
- 日本配音：杉本優
- 台灣配音：陶敏嫻（ep.146－241、259－449）／方雪莉（ep.253－254）／楊凱凱（ep.545－至今、M25）／傅其慧（魯邦VS柯南、M24）
- 香港配音：陳皓宜
- 中國大陸配音：闫夜桥

28歲，警視廳交通部交通執行課女警（警部補）。佐藤美和子的好友。男友是人稱「太閣名人」的羽田秀吉，因為以前由美稱讚過某相撲手在六大比賽戰無不勝的事，所以秀吉決定在拿到七冠王前不打算坦白，從回憶跟對白來看似乎是打算在湊齊七個稱號後就直接求婚的樣子。
初登場於漫畫第21卷；動畫第146-147話《總局刑警戀愛物語》。
三池苗子（／ Miike Naeko）
- 日本配音：田中理惠；台灣配音：蔣篤慧（ep.675－850）→曾允凡（ep.918－至今、M25）；香港配音：成瑤孆；中國大陸配音：徐佳琦

24歲，警視廳交通部交通執行課女警（巡查部長）。特徵是貓眼，自小學開始就扎雙馬尾辮。是千葉和伸的同班同學兼初戀情人，至今仍然喜歡千葉，與米原櫻子是幼年玩伴。
初登場於漫畫第71卷；動畫第624話《初戀的錄影信》。命名來自日本推理小說作家赤川次郎所著的推理小說《三毛貓福爾摩斯系列》。

#### 公安部
風見裕也（／ Kazami Yūya）
- 日本配音：飛田展男；台灣配音：吳文民（電視版）／陳幼文（電影版）；中國大陸配音：皇貞季

30歲，警視廳公安部所屬的公安（警部補），安室透的部下，是公安中少數可以直接和安室見面的人。曾經化名為飛田男六（／ Hida Danroku）。私下是沖野洋子的粉絲。
初登場於劇場版《純黑的惡夢》，後於漫畫第94卷、動畫第926話《飽含心意的手機鏈》正式登場，亦於電影版《零的執行人》中登場。命名来自於其聲優飛田展男於《機動戰士Z钢弹》中聲演的角色卡密兒·维丹（Kamille Bidan）。其化名飛田男六亦命名自飛田展男。

#### 鑑識課
案件現場物證相關物品收集、保管；指紋、腳掌紋、腳印之收集與鑑定。
登米／阿留（ Tome-san）
- 日本配音：中嶋聰彥（主要）／卷島直樹／長嶝高士／大西健晴
- 台灣配音：劉傑／官志宏／曹冀魯

警視廳刑事部鑑識課鑑識官，主要是負責驗屍和收集犯罪現場的痕跡。外貌戴著眼鏡的中年男子，性格和藹，不會因為柯南是小孩子而抱有成見，還經常給柯南看一些資料或證物。他的女兒也是鑑識員。
初登場於動畫第8話《美術館殺人事件》，動畫原創人物。儘管尚未出現在作品中，但它已經得到作者的認證，後來也出現在小說版本中。
女性鑑識員
- 日本配音：友川麻里→半場友惠
- 台灣配音：陶敏嫻→蔣篤慧

警視廳刑事部鑑識課鑑識官，登米的女兒兼部下，她經常與父親登米一起在犯罪現場工作。
初登場於動畫第184話《詛咒假面的冷笑》，為動畫原創人物。

#### 殉職警員
松田陣平（／ Matsuda Jinpei）
- 日本配音：神奈延年
- 台灣配音：官志宏（ep.304）→李世揚（警察學校篇、總集篇「結婚前夜」、M25「萬聖節的新娘」）
- 中國大陸配音：边江

26歲（已故）。前警視廳警備部機動部隊拆彈组成員→搜查一課強行犯三係刑警。在警校時期，與萩原研二是死黨，此外和降谷零、諸伏景光、伊達航也是好友。曾經在警校時期傳授拆彈技術給安室透。以前暗戀死黨萩原研二的姊姊萩原千速，後來進入搜查一課後對佐藤美和子有好感。
起初仇視警察這個行業，因父親松田丈太郎曾是一名有機會問鼎冠軍的職業拳擊手，備賽期間訓練結束回家路上偶然目睹了鬥毆事件，但因害怕影響到隔天的比賽而無視直接回家。但隔天早上其中一名當事人卻傷重死亡導致經過命案現場的丈太郎被當作嫌疑犯而遭到逮捕。松田也因此在求學時曾被貼上「殺人犯之子」標籤，雖然後來證明其清白但父親也因此錯過了爭取冠軍頭銜的比賽而鬱鬱寡歡整天酗酒，導致松田對警察相當不滿，考警校的目的也只是「想揍警視廳總監」這個簡單粗暴的理由。因此剛進入警校時因看不慣降谷對從警的熱血態度而看降谷不順眼，但後來曾警校組的其他4人配合成功搭救了陷入意外事故的鬼塚八藏教官後成為了好友。
在「摩天輪爆炸事件」中處理犯人留下的炸彈，卻遭犯人引爆炸彈而殉職，殉職前還給佐藤發出一條簡訊：「其實我蠻喜歡你的」。因為自己遲來的告白讓佐藤不曾忘記，曾對她說過「沒有人讓你忘記，前不前進是你的問題，要是你忘掉過去，那死去的人不就真的死了嗎？」。
曾在「警察學校篇」提醒安室透拆彈時「急躁才是最大的陷阱」，直到與M20劇場版「純黑的惡夢」中仍警惕著安室。
命名来自日本知名男演员松田優作及其在電視劇《向太陽怒吼！（日語：太陽にほえろ!]]）》中飾演的角色柴田純的綽號「ジーパン」（Jiipan，意思為牛仔褲）。
萩原研二（／ Hagiwara Kenji）
- 日本配音：三木真一郎
- 台灣配音：劉傑
- 中國大陸配音：杨天翔

22歲（已故）。前警視廳警備部機動部隊拆彈组成員，爆炸物處理的專家，同時是神奈川縣警察本部交通部第三交通機動隊隊長萩原千速的弟弟。在警校時期，與松田陣平是死黨，此外和降谷零、諸伏景光、伊達航也是好友。十分有異性緣，愛把心思放在與異性交往上，但實際上觀察能力一流。曾在警校時期曾協助處理被新一小時候用足球踢破的水管。
父親過去是開修車廠的技師，也因為家庭因素跟姊姊千速一樣都對車輛感到有興趣（兩姊弟的車技也相當厲害），但因經濟不景氣而倒閉，研二也是因為警察收入穩定而選擇從警。
在「大樓炸彈爆炸事件」中處理犯人留下的炸彈時卻遭犯人給引爆炸彈而殉職。
命名来自於電視劇《向太阳怒吼！》中饰演第一男主角早见淳的演員萩原健一和与其同属PYG乐队的演員澤田研二。
伊達航（／ Date Wataru）
- 日本配音：藤原啟治→東地宏樹（警察學校篇、總集篇「結婚前夜」、M25「萬聖節的新娘」）
- 台灣配音：吳文民／魏晶琦（幼年時期）
- 中國大陸配音：刘北辰／李佳怡（幼年時期）

28歲（已故）。前警視廳刑事部捜査一課強行犯三係刑警。女友是英語教師娜塔莉·來間。在警校時期與降谷零是長期未聯絡的好友，此外和諸伏景光、松田陣平、萩原研二也是好友兼同期畢業生，是該屆綜合成績第二名。為高木涉的前輩，與高木一起並稱為「Wataru兄弟」（航和涉的日文發音均為Wataru）。
原本打算將娜塔莉介紹給自己的雙親，但是在某次和高木出任務後發生車禍意外身亡，臨終前將筆記本託付給高木(裡面有結婚戒指)委託他交給娜塔莉，儘管娜塔莉在早已得知伊達過世而流淚也亦在家中上吊自盡，但是事後引發高木被捲入犯人給綁架身受危機的事件契機。
諸伏景光（／ Morofushi Hiromitsu）
- 日本配音：綠川光／金元壽子（幼年時期）
- 台灣配音：曹冀魯／楊凱凱（幼年時期）
- 中國大陸配音：姜广涛→杨昕燃／閻麼麼（幼年時期）

26歲（已故），前警視廳公安部所屬的公安警察。安室透的同事及小時候就認識的朋友，此外在警校時期，和松田陣平、萩原研二、伊達航是好友。為諸伏高明的弟弟，曾在小時候向哥哥提起自己交一個叫做「零」的好朋友，之後加入警視廳成為警察官。幼年在長野時曾與山村操在長野縣和群馬縣界玩耍。
後來被派入黑暗組織內當間諜，代號蘇格蘭威士忌（Scotch），在身份曝光後不久察覺有其他人接近而自盡，赤井秀一推測其開槍是為了破壞手機裡的相關資訊不被組織所察覺；由於當時赤井與安室尚不知曉彼此皆是臥底之事，因此赤井在安室面前偽裝成是自己殺了蘇格蘭威士忌，但也因為這樣讓安室對赤井與FBI產生無法釋懷的契機。
於漫畫第85卷、動畫第783話《緋色的真相》首次被提及；並於漫畫第88卷、動畫第836-837話《關係不好的女子樂隊》中正式登場。
命名來自於其聲優綠川光及其在《新機動戰記GUNDAM W》中聲演的角色希洛·唯，景光（ひろみつ）中的景（ひろ）來自於希洛（ヒイロ），“光”則是來源於聲優綠川光的光字。
佐藤正義（／ Satō Masayoshi）
- 日本配音：大川透
- 台灣配音：徐健春

約32歳（已故），前警視廳搜査一課強行犯三科警部，佐藤美和子的父親。在十八年前的「愁思郎事件」逮捕銀行強匪亦是原為自己好友的鹿野修二，救回由於內疚而準備走向疾馳的卡車自殺的鹿野卻因此殉職，身故後被追授為警視正。遺物爲手銬，名言是「正義這個字眼不能隨便說出口，應該好好擱在自己的心裏！」。
森村（／ Morimura）
- 日本配音：小西克幸
- 台灣配音：劉傑

已故，前警視廳刑事部搜查一课强行犯系警部補，松本清長的好友，目暮十三相當尊敬的前辈。曾在二十年前跟未婚妻說好在下個月要結婚成家，所以想在「口哨男連續殺人案」中負責破案藉此立下功勞，儘管發現待在可疑車輛的嫌疑犯並且上前盤查，卻在阻止嫌犯駕車逃逸時被嫌犯撞傷而身亡，殉職後連升兩級為警視。
鲛谷浩二
- 日本配音：平田广明

已故，M28当中登场的拥有“鳄鱼”绰号的警视厅总务科刑警（原隶属于搜查一课的强行犯三系），毛利小五郎以前的同事兼好友。在调查导致长野县大和警部受伤的雪崩事故时发现大和与毛利小五郎有来往，随后在等待与小五郎接头的时候被犯人枪杀殉职。由于所查案件不属于警视厅管辖的原因，导致殉职后无法追升警衔。

### 府縣警

#### 大阪府警
服部平藏（／ Hattori Heizō）
- 日本配音：小山武宏（第77－712話、M10、14、17）→山路和弘（第966話－、M21）
- 台灣配音（電視版）：孫中台（大陸版ep.77）／劉傑（ep.77、711－至今）／徐健春（ep.263）／吳文民（ep.490）
- 台灣配音（電影版）：官志宏（M10）／劉傑（M14、21）／陳幼文（M17）
- 香港配音：張炳強
- 中國大陸配音：汤水雨

42歲，大阪府警本部長（警視監）。服部平次的父親。平次曾形容他的特徵是狐狸眼，還私下叫他「狐狸老爸」。毫無幽默感但嚴厲而能幹，而且是個劍道高手。從動畫第263話《大阪雙重謎案 浪花劍客與太閣之城》一集中可看出其推理能力遠在工藤新一和服部平次之上，甚至與工藤優作不相上下。遠山銀司郎亦是他的左右手兼好友，另外也認識毛利小五郎。雖然為人嚴格但在家時會有對老婆撒嬌的一面。
初登場於漫畫第15卷，動畫第77-78話《名門連續慘死事件》。命名來自於日本戰國時代至江戶時代初期德川氏麾下的武士服部半藏和池波正太郎的時代小説《鬼平犯科帳》的主角長谷川平藏。
在日本有兩個日語聲優。分別是：小山武宏；山路和弘。
遠山銀司郎（／ Tōyama Ginshirō）
- 日本配音：佐古正人（第118話）→小川真司（第263話，M10、M14、M17）→寺杣昌紀（第966話－、M21）
- 台灣配音（電視版）：徐健春（ep.118）→劉傑（ep.263、966起至今）
- 台灣配音（電影版）：徐健春（M10、M14）／劉傑（M17）／陳幼文（M21）
- 香港配音：梁志達
- 中國大陸配音：陈喆

42歲，大阪府警刑事部長（警視長）。遠山和葉的父親，服部平藏的下屬兼左右手，相當欣賞服部平次，希望能將他與和葉湊成一對。
命名來自於江戶時代後期的幕臣遠山左衛門尉景元。
大瀧悟郎（／ Ōtaki Gorō）
- 日本配音：若本規夫／小野坂昌也（高中時代）
- 台灣配音（電視版）：徐健春（ep.118－289）／劉傑（ep.383）／吳文民（ep.710－至今）
- 台灣配音（電影版）：徐健春（M7、M17）／劉傑（M10）／吳文民（M21）
- 香港配音：盧國權
- 中國大陸配音：万力

大阪府警總部刑事部刑警（警部）。和服部父子倆及遠山銀司郎的關係極好，很受他們信賴。曾跟隨平次一起去拜訪毛利小五郎，請他幫忙調查命案。
命名來自於大瀧五郎藏。

#### 長野縣警
大和敢助（／ Yamato Kansuke）
- 日本配音：高田裕司
- 台灣配音：劉傑（ep.516－654、電影版M28預告）→曹冀魯（ep.756－至今）／徐健春（電影版M13）
- 中國大陸配音：趙嶺／万力

35歲。長野縣警刑事部捜査一課刑警（警部）。紮馬尾辮、膚色黝黑、滿臉鬍渣、面相凶惡，因為跛左腳而拄拐杖，在左眼上有兩道傷疤。性格直爽、毫不留情，有時會給人恐懼感，愛用危險詞，但在自己的女友上原由衣面前偶爾會體現出一絲溫柔。推理能力相當不錯，與上原由衣是青梅竹馬兼同事；與好友諸伏高明是競爭對手。受到甲斐玄人巡警（巡查）的影響而想當刑警。
在追捕一名於假釋期間失蹤，疑似與甲斐玄人死亡意外有關的犯人時，在山裡遇上雪崩，左眼和左腿受傷，昏迷很長時間以致警隊和上原由衣都以為殉職，後被好友諸伏高明在當地醫院中找到，康復後回到長野縣警局任職。認為柯南是事實上控制所有一切的人，並評論道「那小鬼可以說是個怪物」。
初登場漫畫第59卷，動畫第516話《風林火山 迷宮的鎧甲武士》。命名與角色造型來自於有「甲斐之虎」之稱的日本戰國時代武將武田信玄的军师山本勘助。
上原由衣（／ Uehara Yui）
- 日本配音：小清水亞美
- 台灣配音：楊凱凱（電視版）／蔣篤慧（電影版M13）
- 中國大陸配音：阎萌萌／郝幽玥／杨凝

29歲。長野縣警刑事部捜査一課刑警。擁有基本推理能力，性格十分文雅，後來在大和敢助的勸說下回到警署後開朗起來，也很有毅力、勇氣，只是會害怕妖魔鬼怪等可怕的東西。與大和敢助是青梅竹馬。
受到甲斐玄人巡警（巡查）的影響而想當刑警，大和敢助遇難之後，為調查恩師甲斐玄人墜崖的真相，辭去警察的職務並嫁給她不愛的虎田義郎。首次出場以被害人妻子虎田由衣的身份出現，最後考慮重新投身警界，後鼓足勇氣向敢助表白，而且成功回到敢助身邊，也回到警署，在電影版《漆黑的追迹者》中首次以刑警身份出現。
初登場漫畫第59卷，動畫第516話《風林火山 迷宮的鎧甲武士》。命名來自於日本戰國時代武將武田信玄的側室諏訪御料人。
諸伏高明（／ Morofushi Takaaki）
- 日本配音：速水獎／岡本信彥（少年時期）
- 台灣配音：吳文民／劉傑（僅ep.756）／曹冀魯（電影版M28預告）
- 中國大陸配音：汤水雨

35歲，長野縣警刑事部捜査一課刑警（警部），曾被調往新野署。東都大學法律系第一名畢業，並以非公職人員身分進入長野縣警總部。外貌特徵八字小鬍子、紳士西裝、正式的髮型以及眼角上挑的鳳眼。推理能力相當不錯，在《死亡公館 赤壁》一集中率先破解「赤壁」之謎。與大和敢助從小學起就是競爭對手，小學時似乎解決不少疑難事件，上原由衣曾向柯南表示大和敢助從來沒贏過他。因為違抗上级命令跨轄區去救遭遇雪崩的大和，因此被降職到新野署，後來再度調回到長野縣警總部。
諸伏景光的哥哥，由於弟弟在雙親於一場殺人事件中遇害後被居於東京的親戚領養，只知道他後來在警視廳任職，已經很久沒有弟弟的消息，不知道在什麼地方做著什麼事情。後來收到佐藤和高木從伊達航的置物櫃裡找到的信封，裡面裝著弟弟景光（蘇格蘭）自殺時被子彈給打穿的手機，便推測弟弟成為了公安卻在卧底任職中殉職， 知道弟弟殉職後說出「人生有死，修短命矣」後感到痛心。
在伊達航的信封上有個「0」的字樣，而聯想到景光曾告知他有一位在東京的朋友外號為「零」，並懷疑寄信人的身份為降谷零，但疑似受黑田兵衛指示而沒有與之相認。
初登場漫畫第65卷，動畫第558話《死亡公館 赤壁》。命名來自於中國三國時代中著名的軍師諸葛孔明。

#### 群馬縣警
山村操（／ Yamamura Misao）
- 日本配音：古川登志夫／村瀨迪與（少年時期）
- 台灣配音：于正昇（大陸版ep.96）／劉傑（ep.199－244、ep.375－至今，M13、M16）／官志宏（ep.289－290、360）／徐健春（ep.310－332）
- 香港配音：黎偉明
- 中國大陸配音：張澎／王晨光

群馬縣警察刑事部捜査一課刑警（警部）。自稱「阿山先生」，個性迷糊，因極度著迷於工藤有希子主演的電影《危險刑警物語》而努力當上警察，也對毛利小五郎推理崇拜至極，不過能力是目前所有出場警察中最差勁的，可以算得上清醒狀態下的毛利小五郎，被柯南稱為「警察界第一面瓜」，不擅長推理，連毛利小五郎都嫌棄他，稱他作「群馬縣的笨蛋刑警」，但人很好，心地善良，比較好溝通，可是好面子，经常盲目自大，且膽小如鼠，第一次看到屍體就嚇得跌坐在地上，是唯一一個被柯南麻醉推理的警察。曾經還不小心把罪犯放跑，但難以置信地被升格為警部，為此柯南感到相當無言。有個住在鳥取縣的奶奶，名叫山村美砂繪，也是因為奶奶才知道山村警官的名字。幼年時曾是諸伏景光的玩伴，高明在與山村共同辦案時對其隱瞞了景光已經殉職的事實。
初登場於漫畫第14卷，動畫第96話《走投無路的名偵探！連續兩大殺人事件》，電影版M13《漆黑的追跡者》。

#### 靜岡縣警
橫溝參悟（／ Yokomizo Sango）
- 日本配音：大塚明夫
- 台灣配音：劉傑／徐健春（部分集數）
- 香港配音：盧國權
- 中國大陸配音：陸建藝（M13）／李天支（ep.1148－至今）

35歳，埼玉縣→靜岡縣警察刑事部捜査一課刑警（警部）。橫溝重悟的雙胞胎哥哥。頭髮被吉田步美稱為珊瑚頭，卻是一個旱鴨子。對人比較隨和，很尊重偵探。極度崇拜毛利小五郎，自稱是其頭號弟子，曾多次將委託毛利的女性誤認為是「毛利夫人」。已有多年的辦案經驗，辦案時十分謹慎認真，推理能力一般，但經過柯南的提示還是能破案。
初登場於漫畫第6卷，動畫第9話《「天下一」夜祭殺人事件》，是原作中第一個出場和出場次數較多的縣警。命名來自於創造名偵探金田一耕助的日本知名推理小說作家橫溝正史。

#### 神奈川縣警
橫溝重悟（／ Yokomizo Jūgo）
- 日本配音：大塚明夫
- 台灣配音：劉傑／徐健春（部分集數）
- 中國大陸配音：張遙函→傅晨阳

35歲，神奈川縣警察刑事部捜査一課刑警（警部）。橫溝參悟的雙胞胎弟弟。外貌與哥哥相似，但弟弟是平頭，且兩者性格截然不同，哥哥随和，弟弟卻嚴肅冷漠。急躁、節儉、正義感强，與其兄相反，因为其重视警察的荣誉感而不喜歡偵探，對毛利小五郎十分不屑。處理案件很嚴肅，具有一定的推理水準。
命名來自於創造名偵探金田一耕助的日本知名推理小說作家橫溝正史。
初登場於漫畫第34卷，動畫第284-285話《中華街的雨中幻影》。
萩原千速（／ Hagiwara Chihaya）
- 日本配音：田中敦子（第1098話 - 第1116話）
- 中國大陸配音：蔺婵婵

31歲，神奈川縣警察交通部第三交通機動隊小隊長（警部補），萩原研二的姐姐。
初登場於漫畫第1073話，而動畫1038話《警察學校篇：CASE 伊達航》中亦出現了萩原研二的回憶中幼年千速的畫面。

#### 京都府警
綾小路文麿（／ Ayanokōji Fumimaro）
- 日本配音：置鮎龍太郎
- 台灣配音：徐健春（M7、M13）／吳文民（電視版）／曹冀魯（M17、M18）／陳幼文（M21）
- 中國大陸配音：張澎／赵岭

28歲，京都府警察刑事部捜査一課刑警（警部）。與白鳥任三郎是同期，出身官宦家庭，外號「貴族警部」。與柯南和平次為朋友，同時對他們非常信任。個性為人不苟言笑，寵物為一隻花栗鼠，經常待在綾小路的上衣口袋中或肩膀上，一直將牠帶在身邊，就連辦案時也是如此，並稱牠為「自己最好的朋友」。
初登場於電影版《迷宮的十字路》，後於原作漫畫第94卷及動畫原創第694話《老店消失的日式甜點》正式登場。

#### 北海道警
西村京兵（／ Nishimura Kyohei）
- 日本配音：花田光

北海道警察刑事部捜査一課刑警（警部）。年齡未公開。
初登場於於漫畫第215話，動畫第144-145話《上野出發的北斗星三號》。

## 國外情報機構

### FBI
美國聯邦調查局。
赤井秀一（／ Akai Shūichi）／諸星大（／ Moroboshi Dai）
- 日本配音：池田秀一／梶裕貴（少年時代）
- 台灣配音：徐健春（ep.230－231、285－288）→官志宏（ep.259、309－462）→劉傑（ep.492－至今，電影版）
- 香港配音：李家傑／羅偉傑
- 中國大陸配音：寶木中陽→尹立泽（ep.1148－至今，M26）

32歲赤井一家的長男，美國FBI頂尖搜查官，左撇子，相當優秀的FBI探員，擅長截拳道，狙擊能力更是一流（曾經用狙擊槍從1300碼外射中琴酒手上的手榴彈，射程遠超過組織的香緹及科倫），曾在電影版《異次元的狙擊手》中被蒂莫西·亨特稱作是「最強狙擊手」，和柯南同時被苦艾酒稱作是能擊穿黑暗組織心臟的「銀色子彈」。
曾化名諸星大，臥底於黑暗組織，後來為了使CIA情報員水無怜奈重新於組織當臥底並取得琴酒的信任，假裝被其槍擊身亡；「假死」成功後偽裝成新身分沖矢昴並繼續暗中調查組織，並在頸部隱藏著變聲器，寄宿在工藤新一家中，保護灰原哀。起初不清楚自己所居處為著名高中生偵探工藤新一的家，直至與世良真純談話中矛盾衝突才曉得真相，同時得知他的夥伴柯南的真實身分是新一。
在寄宿期間得知在帝都銀行搶劫事件出現疑似赤井秀一的身影後，懷疑是由安室透所假份而獨自進行調查。並曾於在《神祕列車事件》中露出長相。後來降谷零親自到工藤家揭露沖矢昴身分時，但被事先預料到此事的柯南和工藤優作蒙騙過去。之後赤井本人在電話那頭告誡他「不要搞錯自己真正的敵人」。
初登場於漫畫第29卷《看不見的恐怖》，動畫第230-231話《神秘乘客》。姓氏來自其聲優池田秀一和其於《機動戰士高達》中聲演的角色「紅色彗星」夏亞。
冲矢昴（／ Okiya Subaru）
- 日本配音：置鮎龍太郎
- 台灣配音：吳文民（電視版、電影版M24）／陳幼文（電影版M18）
- 中國大陸配音：薛成

赤井秀一「假死」成功後的身分，自稱27歲，東都大學的工科研究生，是由於原先的租屋處「木馬莊」遭人縱火，因此暫時寄住工藤新一家。柯南對其非常信任，然而灰原對此感到相當憂慮，卻被柯南以「福爾摩斯迷不是壞人」為由打發。後來灰原因其「不要露出那樣的表情嘛」的口吻和諸星大相似，便逐漸對其卸下心防。在一次案件中發現柯南以新一的身分打電話，因此得知其真實身分。
初登場於漫畫第60卷，動畫第509話《紅白黃色和偵探團》。名字冲矢昴將假名中的O、i去掉，餘下部分「kyasubaru」就是《機動戰士高達》中「紅色彗星」夏亞的本名卡斯巴爾·尼姆·戴昆的羅馬音。
茱蒂·史坦林（Jodie Starling）／茱蒂·聖提米利翁（Jodie Saintemillion）
- 日本配音：一城美由希（第226～1079話、電影版第18～26部、魯邦VS柯南）／冬馬由美（童年時代）
- 台灣配音：方雪莉（ep.226－279）→蔣篤慧（ep.338－847，電影版M18、M20、魯邦VS柯南）→曾允凡（電影版M24）／魏晶琦（童年時代，ep.343－345）
- 香港配音：許盈
- 中國大陸配音：黎筱濛

28歲，FBI搜查官。父親生前亦為FBI成員且負責調查黑暗組織，但於二十年前被苦艾酒所殺，所以常佩戴父親唯一的遺物眼鏡（由於苦艾酒犯案當時在鏡片上留下指纹，因此暴露身分）。二十年前父母被殺當晚差點就被苦艾酒連同她父親調查黑暗組織的資料在家中燒成灰燼，幸運地逃過一劫後拒絕FBI的證人保護計劃提議，並在長大後加入FBI成為探員為雙親展開復仇。(ep.345回憶中完整揭露)
初登場時化名為茱蒂·聖提米利翁。為調查黑暗組織而到帝丹高中教書，曾經是毛利蘭和鈴木園子的英文教師，並刻意裝作日語不流利，愛喝酒且十分喜歡打街機(ep.226)。初次會面後在私下先對柯南稱作「Cool Guy」(同 詹姆斯 之後才叫回「Cool Kid」)；讓柯南曾懷疑是黑暗組織的成員，曾與服部平次一起藉其鄰居的謀殺案乘機試探(ep.277)。新出醫生為苦艾酒假扮一事曝光後辭去教職，回到FBI繼續追蹤黑暗組織(ep.345)。
在赤井秀一進入黑暗組織當臥底並認識宮野明美前與他是戀人關係。
初登場於漫畫第27卷，動畫第226-227話《戰鬥遊戲的陷阱》。名字來自於美國女演員茱蒂·福斯特（Jodie Foster）和其在電影《沉默的羔羊》中飾演的女主角克麗絲·史達琳
詹姆斯·布拉克（James Black） 
- 日本配音：家弓家正（第258～783話、電影版第18部、魯邦VS柯南）→土師孝也（第1078話～至今，電影版第20部～至今）
- 台灣配音：官志宏（ep.258－259）→徐健春（ep.346－347、462）→劉傑（ep.425，電影版M18）→魏伯勤（ep.495－651）→曹冀鲁（ep.734－至今，電影M20－、魯邦VS柯南）
- 香港配音：盧國權
- 中國大陸配音：林强

FBI高級搜查官，赤井、茱蒂和安德烈的上司。出生於英國倫敦貝克街，在美國芝加哥長大。喜愛看馬戲團和獅子。曾因為外表和馬戲團負責人極為相似而被記者們誤會甚至被綁架，但留下「P&A」暗號給柯南後靠著柯南的計畫而被救出，並稱其為「Cool Guy」。外表看似嚴肅正經，但在電影版《魯邦三世VS名偵探柯南 THE MOVIE》中是峰不二子的粉絲。
初登場於漫畫第32卷，動畫第258-259話《來自芝加哥的男人》。名字來自於英國著名推理小說作家亞瑟·柯南·道爾的著名推理小說系列《福爾摩斯探案》中主角夏洛克·福爾摩斯的宿敵，有「犯罪界的拿破崙」之稱的詹姆斯·莫里亞蒂教授（Professor James Moriarty）和英文的黑色（black）。
安德烈·卡邁爾（Andre Camel）
- 日本配音：梁田清之（第497－861話、電影版第18～24部）→乃村健次（第1072話～至今，電影版第26部～至今）
- 台灣配音：吳文民（電視版；電影M20、24）／陳幼文（電影版M18）
- 中國大陸配音：陈喆

27歲，FBI搜查官，茱蒂的工作夥伴，與其同屬詹姆斯的手下。開車技術更勝於佐藤美和子。面惡心善，個性冷靜、勇敢、耿直，曾被茱蒂誤認是在黑暗組織當臥底的成員。兩年前曾在任務中發生失誤而導致行動失敗還暴露秀一在黑暗組織的臥底身份。曾不顧朱蒂的阻止冒著危險挑戰組織，完成將CIA探員水無怜奈安全送回組織當臥底的危險任務。在《緋色篇》被波本和苦艾酒套話使他們得知楠田陸道因自殺而亡。
初登場於漫畫第58卷，動畫第497話《紅與黑的碰撞（覺醒）》。名字來自於《機動戰士鋼彈》中的德連上尉（ドレン大尉）和其所率領的駱駝艦隊（キャメル艦隊）。

### CIA
美國中央情報局。
水無怜奈（／ Mizunashi Rena）／本堂瑛海（／ Hondō Hidemi）／基爾（Kir）
- 日本配音：三石琴乃
- 台灣配音：陶敏嫻（ep.425）／馮嘉德（ep.492－504）／楊凱凱（ep.509－至今）／傅其慧（電影版M20）
- 中國大陸配音：小連殺

27歲，CIA情報員，本名為本堂瑛海，現正於黑暗組織當臥底，組織代號為基爾，公開身份為日賣電視台女新聞主播水無怜奈。瑛祐的姐姐，原先擔任其父親伊森·本堂於組織臥底的短期聯絡員，之後因身分即將被組織幹部琴酒識破而被迫殺害父親來取得組織信任，在組織中負責擔任情報員和殺手。於一次暗殺行動發生車禍並昏迷不醒被FBI所保護。在《紅與黑的碰撞》中與FBI合作回到黑暗組織繼續以基爾的身分當臥底，並答應提供組織的情報給FBI（交換條件是要FBI保護弟弟瑛佑）。被柯南和赤井秀一發現身份后，假裝槍殺赤井秀一來取得組織信任並得以再次回到組織擔任臥底。
初登場於漫畫第48卷，動畫425話《黑色衝擊！組織之手逼近的瞬間》。命名來自英國作家伊恩·佛萊明筆下的著名間諜角色詹姆士·龐德和其在小說中的間諜代號007。組織代號基爾命名來自一種以黑醋栗水果酒和白酒調製而成的同名法國雞尾酒。
伊森·本堂（／，Ethan Hondō）
- 日本配音：小山力也；台灣配音：吳文民

前CIA情報員，已故，瑛海（水無怜奈）和瑛祐的父親，日裔美國人。30年前加入CIA，因平時小心謹慎而導致沉默寡言，擁有多種不同名字的護照的神秘人物。
在調查黑暗組織的時候，為保護身分即將曝光的女兒瑛海而自殺並製造他殺的假象。
初登場於漫畫第54卷，動畫485話《黑色相片的下落（後篇）》。命名來自於美國電影《不可能的任務》中的主角伊森·亨特（Ethan Hunt）。

### MI6
英國秘密情報局（英語：Secret Intelligence Service，縮寫：SIS），通稱軍情六處（英文：Military Intelligence, Section 6，縮寫：MI6），是英國對外的情報機構。
瑪麗·世良（／ Meari Sera）／赤井瑪麗（／ Akai Mearī）／領域外的妹妹（／）
- 日本配音：田中敦子（第756～1046話、電影版第24部）→本田貴子（第1144話～至今）；台灣配音：魏晶琦；中國大陸配音：张丽敏

赤井一家的母親，務武的妻子，赤井三兄妹的母親，有著和灰原哀相似的眼影。英日混血兒，宮野艾蓮娜的姊姊，明美、志保的阿姨，現名為瑪麗·世良，丈夫務武在世時名為赤井瑪麗，和丈夫同為英國軍情六處的情报員。初登場時以「領域外的妹妹」為稱呼，外型是金髮碧眼的國中生模樣，實際年齡約53歲，但似乎身體虛弱，經常咳嗽。擁有相當冷靜的判斷力，亦有一定程度的推理能力，曾看穿柯南的竊聽器。
17年前因為務武的話，舉家遷居到日本，並改回婚前的姓氏，也讓秀吉和真純跟自己姓，只有秀一為調查他的死因而前往美國加入FBI。三年前得知務武在英國出現便帶上女兒真純前往英國。後來在倫敦沃克斯霍爾橋被假扮成務武的黑暗组织幹部苦艾酒以口吻方式灌下APTX-4869，雖然未毒發亡但導致身體變小，之後與世良在溫布頓網球賽的直播看見自稱「福爾摩斯的弟子」的柯南，並回想十年前同樣自稱「福爾摩斯的弟子」的新一，從而和真純知曉了柯南的真正身分；決定返回日本與真純試探柯南並取得解藥。
現在與世良同住在酒店並經常更換住處，認為柯南還不到可以信任的程度，曾使用柯南掉落的變聲器調至毛利小五郎的聲音代替柯南展現其推理能力，而犯人逃到自己所在的房間時用特工般的身手擊昏犯人。曾看名人羽田秀吉戰將棋比賽，在秀吉贏得比賽后十分替他開心但沒有告訴世良。在與世良試探柯南與灰原後，在柯南的藥盒中發現解藥於是要世良把解藥給拿過來，但最終因柯南即時發現將解藥從藥盒中取出而失敗收手。
初登場於漫畫第83卷，動畫第756話《紅衣女的慘劇（報仇）》。
赤井務武（／ Akai Tsutomu）
- 日本配音：山寺宏一；中國大陸配音：周健

赤井一家的父親，瑪麗的丈夫，外型與次子秀吉相似，和妻子瑪麗同為英國軍情六處的情報員。日裔英國人，年少時候曾經居住於日本，不過後來去英國並定居下來。十七年前被好友羽田康晴委託調查其兒子浩司的事件在追蹤黑暗組織時失蹤，傳聞已故卻始終未見遺體。曾在一次行動中保護若狹留美。

## 黑暗組織
神秘的犯罪恐怖組織，組織的正式名稱與構成目的也無從得知。成員大多穿著黑色的衣服並以酒名作為代號。組織的內部制度極為嚴苛，凡是任務失誤或試圖脫離組織者都會被處決。組織大量雇用藥劑師和軟體工程師似乎正在進行某項巨大的計畫（他們經常於交易後就直接除掉藥劑師或軟體工程師，並將其住處或研究所縱火或炸毀）。此外組織也祕密執行著非法電腦程式和特殊藥劑的研究、謀殺、縱火等犯罪行動。组织在TV开始的20年前即已被FBI盯上，组织为了保密随即派苦艾酒杀害参与调查的朱蒂的父母灭口。18年前，宫野夫妇不顾玛丽·世良的劝阻执意加入组织并帮助他们开发药物，随即在生下宫野志保后离奇死亡。一年后，阿曼达·休斯和羽田浩司相继被兰姆杀害，意外卷入案件的黑田兵卫则在带浅香逃离时遭遇车祸，重伤住院。案发后不久，赤井务武受到羽田夫妇的委托前去参加阿曼达·休斯的葬礼并秘密调查组织，不久后便下落不明了。TV开始的大约7年前，黑田兵卫伤愈回到岗位后便向警察厅说明了组织的存在，在日本方面的警察厅随即成立了以黑田兵卫为首的秘密专案组（下辖降谷零、諸伏景光(已故)、伊织无我等人），对组织展开渗透调查到现在。

## 跨界作品角色

### 《魔術快斗》角色
作者同是青山剛昌的作品。此作登場角色於《名偵探柯南》中有大量客串，而《名偵探柯南》中的角色也有於本劇客串。
黑羽快斗（／ Kuroba Kaito）／怪盜基德（／ Kaitō Kiddo，漫畫版譯名為怪盜小子）
配音（名偵探柯南）：山口勝平（日本）；官志宏〈第76話台灣版、第132～470話、劇場版M3～14〉→魏伯勤〈第76話大陸版、第515～628話〉→曹冀魯〈第704話～至今、劇場版M19～23〉→賴緯〈劇場版M27〉（台灣）
配音（2010年版）：山口勝平（日本）；魏伯勤〈第1～6話〉→曹冀魯〈第7～12話〉（台灣）
配音（2014年版）：山口勝平（日本）；曹冀魯（台灣）
本作的男主角。世紀大盜，平時是一名熱愛魔術的男高中生，為查出父親盜一的死因而成為第二代「怪盜基德」。國際犯罪代號1412，又有「日本的亞森‧羅蘋」、「平成的魯邦」、「世紀末的魔術師」、「月光下的魔術師」和「令和的魔術師」之稱。擅長使用魔術技法，主要道具是撲克牌槍。最大弱點是怕魚。喜歡中森青子，得知青子討厭怪盜基德，因而對自己發誓一定不能讓青子發現他是怪盜基德的真實身分。
舉止優雅、極其紳士，但有時也會露出調皮的一面。神出鬼沒地偷取預告信上的目標，玩弄警察於掌中。雖然是名通緝犯，但每次作案時並不會造成任何傷亡，而且每次作案也會吸引一大堆粉絲打氣。通常偷得的寶石、書畫等物品多半會歸還原主，或視情況給予真正需要的人。
劇情中快斗對青子的喜歡之意顯而易見，但青子還没有意識到自己對快斗的感情。雖然快斗總愛捉弄青子，不過這是他喜歡青子的表現方式。
初登場：No.1「怪盜重出江湖」。於《名偵探柯南》中客串出場，大部分时候以「怪盜基德」身份登場，與主角江戶川柯南是對手關係，知道柯南的身份就是工藤新一，有時兩人會互相幫忙協助對方的問題，兩人巧合地擁有非常相似的外貌和遭遇，唯獨兩人的髮型和喜好不相同。已證實是新一的堂弟，只是兩人並不知道彼此的親戚關係。為灰原哀稱之為「好心的小偷」。
中森銀三（／ Nakamori Ginzō）
配音（名偵探柯南）：石塚運昇〈第76～888話、劇場版M3～19〉→石井康嗣〈第983話～、劇場版23～〉（日本）；劉傑〈第76～356·515話～、劇場版系列〉／孫中台〈第76話大陸版〉／徐健春〈第469話〉／曹冀魯〈魯邦三世VS名偵探柯南〉（台灣）
配音（2010年版）：石塚運昇（日本）；劉傑（台灣）
配音（2014年版）：石塚運昇（日本）；劉傑（台灣）
警視廳搜查二課警部，中森青子的父親。從黑羽盜一的時代就已經在追捕怪盜基德，為了追捕怪盜基德甚至可以不管殺人案件，已追捕了怪盜基德20多年。
有權力調動大批警員和裝甲車、直升機，每次抓捕時總是大張旗鼓，在怪盜基德面前總是棋差一著，每次都是狼狽而歸。已累積不少辦案经验，尤其跟怪盗基德多次交手，也曾被怪盜基德所假扮。
於《名偵探柯南》中客串出場，出場率僅次於怪盗基德。性格與毛利小五郎十分類似。
初登場：No.1「怪盜重出江湖」。
中森青子（／ Nakamori Aoko）
配音（名偵探柯南）：岩居由希子〈第76話〉→高山南〈第219話、OVA〉→M·A·O〈劇場版27〉（日本）；林凱羚〈大陸版，第76話〉→姚敏敏〈重譯版，第76話〉→陶敏嫻〈第219話〉→楊凱凱〈總集篇、劇場版M27〉（台灣）
配音（2010年版）：藤村步（日本）；楊凱凱（台灣）
配音（2014年版）：M·A·O（日本）；楊凱凱（台灣）
本作女主角。黑羽快斗的青梅竹馬同學，中森銀三的獨生女，善良活潑的女高中生，個性率直且情感表現豐富。平常以「青子」為自稱，有著稍帶稚氣的一面。
因為怪盜基德總是把自己的父親耍得團團轉，所以非常討厭怪盜基德，但有時卻又會不由自主地聲援他。
在《青山剛昌30周年紀念本》中，書中提到過中森青子的來源，來源於“中森明菜”和“菊池桃子”。
初登場：No.1「怪盜重出江湖」。於《名偵探柯南》中客串出場，仅在第76集、第219集和OVA4中客串出場，第725集里被中森警官提到，在M27当中正式与柯南等人见面。外貌巧合地跟毛利蘭非常相似，唯獨其髮型沒有像毛利蘭一樣「起角」，而且青子的膚色較白。
白馬探（／ Hakuba Saguru）
配音（名偵探柯南）：石田彰（日本）；官志宏〈第219話〉→劉傑〈第479話、劇場版10〉（台灣）
配音（2010年版）：石田彰（日本）；吳文民（台灣）
配音（2014年版）：宮野真守（日本）；劉傑（台灣）
本作第二男主角。快斗的同班同學。高中生偵探，警視廳的白馬警視總監的兒子。喜歡隨身攜帶一支懷錶，對時間的掌握非常準確，身邊有一隻名叫華生的老鷹。此外，家中有位如親人般的「婆婆」。: 故事初期在英國倫敦橋高中留學，后来回日本並轉學到江古田高中快斗的班級上，知道快斗的真實身份是怪盜基德（但快斗本人從不承認）。
初登場：No.14「名偵探登場」。於《名偵探柯南》中客串出場，是其他名偵探們的對手，自稱在日本國內解決的案件約為500件，曾經說過怪盜基德是唯一能擾亂他的思考的人。在電影版《偵探們的鎮魂歌》被快斗假扮登場過，與江戶川柯南及服部平次聯手破案。于柯南漫画1121话当中知道了柯南的真实身份。1122话时放弃当众拆穿柯南转而选择帮他隐瞒过去。
寺井黃之助（／ Jii Kōnosuke）
配音（名偵探柯南）：肝付兼太〈第219話〉→秋元羊介〈第356話〉／陶山章央〈青年〉（日本）；徐健春〈第219話〉→劉傑〈第356話〉→吳文民〈總集篇〉／曹冀魯〈青年〉（台灣）
配音（2010年版）：矢田耕司（日本）；吳文民（台灣）
配音（2014年版）：羽佐間道夫（日本）；吳文民（台灣）
61歲，黑羽盗一生前的魔術助手，兩代怪盜基德的助手。公開身份為一家桌球酒吧的老闆。
為引出殺害盜一的神秘組織而一度假扮成怪盜基德的模樣作案，被快斗識破並向快斗說明自己的本意，之後怪盜基德的身份便由快斗繼承。隨後他便一直協助快斗作案，負責準備快斗所需的道具，而道具似乎為其博士朋友製作。目前推測那位朋友可能是阿笠博士，因為其黃色金龜車出場過。
初登場：No.1「怪盜重出江湖」。於《名偵探柯南》中客串出場，第356集被中森警官提到基德有两个同伙，一个是老人（寺井黄之助），一个是年轻女性（小泉红子）。
小泉紅子（／ Koizumi Akako）
配音（名偵探柯南）：林原惠（日本）；魏晶琦（台灣）
配音（2010年版）：澤城美雪（日本）；魏晶琦（台灣）
配音（2014年版）：喜多村英梨（日本）；魏晶琦（台灣）
本作第二女主角。快斗的同班同學。自戀又充滿神秘氣息和自信的美少女，真實身份是繼承紅魔法的魔女，擅長使用各種巫術。
可以運用巫術俘虜世界上所有男人的心，唯獨無法俘虜怪盜基德和黑羽快斗，因此知曉二者為同一人，之後更喜歡上快斗，還會在他危急的時候出手幫助他。
初登場：No.6「緋紅色的誘惑」。另於《名偵探柯南》中客串出場，僅於第219集、第628集和OVA1中登场，第356集被中森警官提到怪盜基德有两个同伙，一个是老人（寺井黄之助），一个是年轻女性（小泉红子）。第628集没有正面登场，仅在帽子丢出的一瞬间出现了手。
黑羽盗一（／ Kuroba Tōichi）
配音（名偵探柯南）：池田秀一（日本）；徐健春〈第472、473話〉→吳文民〈總集篇〉（台灣）
配音（2010年版）：池田秀一（日本）；吳文民（台灣）
配音（2014年版）：池田秀一（日本）；吳文民（台灣）
快斗的父親，千影的丈夫，工藤優作的雙胞胎哥哥，新一的伯父。第一代「怪盜基德」，公開身份為巡迴世界各地表演的世界級天才魔術師。魔術技能極高，懂得極強的易容術和變聲能力，亦可以不帶夜視眼鏡而躲過紅外線。
在與黑羽千影結婚兩年後以怪盜基德的身份行動。在八年前表演魔術時被人暗殺並偽裝成意外。
初登場：No.1「怪盜重出江湖」。於《名偵探柯南》中客串出場，與工藤優作是對手關係，優作曾多次協助警方緝捕但失敗，而「基德」的稱號正是來自優作。此外，工藤有希子和莎朗·溫亞德（苦艾酒）曾向他拜師學習易容術，是工藤有希子尊敬的對象，而苦艾酒更向他學習變聲術，但有希子和苦艾酒皆不知道盜一就是怪盜基德。
黑羽千影（／ Kuroba Chikage）
配音（2010年版）：富澤美智惠（日本）；蔣篤慧（台灣）
配音（2014年版）：富澤美智惠（日本）；魏晶琦（台灣）
快斗的母親，盗一的妻子。過去的身份為「怪盜淑女」（／ Phantom Lady），是在昭和年代有「女二十面相」之稱的世紀大盜。: 18年前她在法國巴黎進行偷盜時與盜一相識，從此隱退並與他結婚，目前正在美國拉斯維加斯工作。
初登場：No.1「怪盜重出江湖」。在《名偵探柯南》中並未出場，僅以怪盗淑女身份被提及。
桃井惠子（／ Momoi Keiko）
配音（名偵探柯南）：岩居由希子（日本）；方雪莉〈第219話〉→曾允凡〈總集篇〉（台灣）
配音（2010年版）：茅野愛衣（日本）；魏晶琦〈第2話〉→蔣篤慧〈第4～7話〉（台灣）
配音（2014年版）：種崎敦美（日本）；蔣篤慧（台灣）
配音（城市风云儿2025版）：菱川花菜（日本）
快斗的同班同學，青子最要好的朋友，她戴著眼鏡，特徵是雙馬尾棕色頭髮。總是吐槽青子與快斗之間的關係，常常和青子開玩笑。
另外根据设定，她和《城市风云儿》的女主角峰曾经是同一所学校的同学兼好友，后转学至江古田高中。
初登場：No.1「怪盜重出江湖」。在《名偵探柯南》中客串出場，僅於第219集登场。
紺野刑警（／ Kon'no）
配音（名偵探柯南）：中村大樹〈第219話〉→松本保典〈第304話、劇場版8〉→千葉一伸〈第356話〉（日本）；徐健春〈第219、356話〉→劉傑〈第304話〉→官志宏〈劇場版8、14〉→江志倫〈總集篇〉（台灣）
配音（2010年版）：中谷一博（日本）；吳文民〈第4話〉→曹冀魯〈第7～12話〉（台灣）
配音（2014年版）：山本兼平（日本）；陳彥鈞〈第1話〉→吳文民〈第6、12話〉（台灣）
中森警部的部下，負責指揮其他警官並執行中森警部的命令。
在《名偵探柯南》中客串出場，跟隨中森警部出場。

### 《城市風雲兒》角色
作者同是青山剛昌的作品。
沖田總司（／ Okita Soushi）
配音（名偵探柯南）：遊佐浩二（日本）；吳文民（台灣）；陈家恒（中國大陸）
17歲，京都泉心高中2年級學生，大岡紅葉的同班同學，劍道部成員，擅長五段刺，實力在服部平次之上。喜歡鐵劍的妹妹鐵諸羽，護身符裏有她的照片。臉型五官上的長相酷似工藤新一，但在髮型上大體與服部平次相似（不過額前劉海仍向工藤看齊），扎着與脖子長度相當的辮子。
初登場於《城市風雲兒》第246話。在本作以客串出場，初登場於《名偵探柯南》漫畫第31卷；動畫第263話《大阪雙重謎團 浪花劍士與太閣城》，後於動畫第916～917話《戀愛與推理的劍道大賽》正式登場。
鬼丸猛（／ Onimaru Takeshi）
配音（城市風雲兒）：堀川亮→細谷佳正〈真·侍傳〉（日本）；官志宏（台灣）; 何國星（香港）
配音（名偵探柯南）：津田健次郎（日本）；劉傑（台灣）；惠龍〈第916～917話〉→郭浩然〈劇場版27〉（中國大陸）
沖田總司在半決賽的對手，是。不過沖田卻由於忙著解案而錯過半決賽，所以沒能和鬼丸在劍道大賽上交戰。
初登場於《城市風雲兒》第70話。在本作以客串出場，初登場於《名偵探柯南》漫畫第93卷；動畫第916～917話《戀愛與推理的劍道大賽》。
鐵劍（Kurogane Yaiba）
配音（城市风云儿系列）：高山南（日本）
冲田总司和鬼丸在剑道上的劲敌，诸羽的哥哥。由于青梅竹马峰沙也加的关系，他和黑羽快斗（第二代怪盗基德）的同学桃井惠子是旧识。
初登场于《城市风云儿》第一话。在本作OVA1当中以少年形象客串并活跃于柯南的梦中。修学旅行篇当中和妹妹诸羽一同被冲田提到，同时出现其青年形象的背影。

### 《棒球狂想曲》角色
作者同是青山剛昌的作品。
長島茂雄（／）
與長嶋茂雄同名同姓。港南高中二年級學生，為棒球隊三壘手，打第四棒，背號為3。原本總是打不好球而深感困擾。直到某日在名園運動用品店從澤村榮治處得到一隻「神明球棒」(使用時在口袋中放入金錢，就能輕易打到球，金額越高效果越好，貝比魯斯使用過)，打擊表現便突飛猛進。
收錄在名偵探柯南單行本第43至44冊、以及動畫第383集〈滿席大甲子園，看不見的惡魔〉中，柯南等人在甲子園球場觀賞的比賽就是該作主角長島茂雄和其宿敵稻尾一久的再次對決。

## 其他事件角色
- 於漫畫動畫單一事件故事中戲分較為重要，或者有再次出場的角色。

籏本夏江（／ Hatamoto Natsue）
配音：麻生侑里（日本）；許淑嬪／方雪莉／魏晶琦（台灣）；沈小蘭（香港）
22歲，籏本集團的長男將一的次女，也是籏本集團董事長豪藏的二孫女。丈夫籏本武為入贅入門。 與柯南一群人是因為小五郎在旅程安排上失誤無船可搭下好心讓柯南一行人上船而認識，生性善良，淡泊名利。父母因車禍過世，但善良的個性受到祖父疼愛，甚至將其任為遺產繼承人。除此之外也受到堂弟籏本一郎的瘋狂迷戀，但一郎想請求祖父讓其與夏江結婚被打回票，船上畫夏江的素描畫被豪藏撞見受盡冷嘲熱諷。憤而謀殺祖父並嫁禍給籏本武，又在丟棄兇器的時候殺害目擊證人，也是夏江的姊夫籏本龍男，為柯南系列漫畫第一宗連續殺人案。因丈夫被列為殺人嫌犯，又意外得知小武是為了報他父之仇接近自己而痛哭，幸好柯南與小蘭的鼓勵下選擇相信小武的清白。家庭的悲劇結束後，放棄繼承祖父的大筆財產，與丈夫小武一同在北海道開設牧場。之後有寄信給柯南等人訴說夫妻倆生活的情況。
初登場於漫畫第3卷；動畫第22-23話《豪華客輪連續殺人事件》。
籏本武（／ Hatamoto Takeshi）
配音：中原茂（日本）；劉傑（台灣）；陳卓智（香港）
24歲，籏本家的入贅二孫女婿，夏江的丈夫。任職於籏本物產。本名財城武彥，為財城集團產業社長財城勇夫的兒子，父親在事業被籏本豪藏奪走後自殺，母親也在一年後過世，被送進孤兒院撫養。為了復仇化名籏本武並接近夏江，卻愛上了個性善良的夏江，成為其丈夫也是真心愛她。被籏本家的長孫一郎陷害，承受殺人罪名，更被長孫女婿龍男囚禁，意外脫逃後又發現一群人討論龍男的死，怕又會被兇手嫁禍罪名而躲起來。曾被柯南發現躲在櫥櫃，但柯南相信其清白所以幫他掩護。洗刷不白之冤後，與妻子夏江一同到北海道開設牧場過著幸福生活。
初登場於漫畫第3卷；動畫第22-23話《豪華客輪連續殺人事件》。
淺井成實（／ Asai Narumi）／麻生成實（／ Asō Seiji）
配音：折笠愛（ep.11）→澤城美雪（ep.1000～1001）（日本）；許淑嬪／方雪莉（台灣）；林元春（香港）；常蓉珊（中國大陸）
26歲，月影島上的醫師。本名為麻生成實（尉中），真實身分是名男扮女裝的醫生。是柯南第一個亦是唯一一个無法阻止他選擇自盡的嫌犯。
父親是一位已故著名鋼琴家，但生前被迫從事毒品走私和交易，由於父親因拒絕继续交易而被同夥關在家中和母親、妹妹一同遭到殺害。自己則因從小就體弱多病因此在醫院接受治疗而逃過劫難；得知父母與妹妹都被殺害後便在成為醫生後男扮女裝回到家鄉向已經出父親的同夥展開復仇。最後在柯南的推理之下被揭穿罪行，最終選擇與父親的鋼琴葬身於火海中，並在臨終前留給柯南的琴譜暗號內容是謝謝你，小偵探。
由於淺井的自殺帶給柯南很大的衝擊自此改變他的辦案時推理的風格—揭穿時不把犯人逼上絕路而是留給犯人一條後路去自首以避免再次出現自殺的結果。
命名來自於作者青山剛昌的助手麻生圭二（あそう けいじ）。
初登場於漫畫第7卷（第62話）；動畫第11話《鋼琴奏鳴曲「月光」殺人事件》。本事件也在《名偵探柯南》後續故事中多次出現。
松本小百合（／ Matsumoto Sayuri）
配音：岡本麻彌（日本）；馮友薇／方雪莉（台灣）；雷碧娜（香港）
27歲，東京都米花市帝丹中學的音樂老師，松本清長的女兒，竹中一美的好友、高杉俊彥（高杉集團養子，父親松本清長不是很喜歡）的青梅竹馬。新一、小蘭、園子曾受教於她，對新一走音問題曾多次責罵。愛喝熱檸檬茶（青梅竹馬俊彥送給她的飲料）
因其身為警察的父親在二十年前追逐犯人時，犯人撞倒俊彥的母親，加上父親忙著追犯人未及時救援而讓她喪生，促使俊彥為了復仇而接近自己。剛開始對要嫁給自己的青梅竹馬俊彥感到很懊惱，但為了向俊彥請求遲來的道歉，在看穿他的意圖後自願真相服下有毒的檸檬茶，所幸被救回一命。即便發生此事的三年後仍然跟俊彥結婚。
初登場於漫畫第8卷；動畫第18話《六月新娘殺人事件》。
日向幸（／ Hyūga Miyuki）
配音：深見梨加（日本）；林凱羚／魏晶琦（台灣）；林元春（香港）
26歲，長門集團董事長長門道三的秘書，長門集團長子長門秀臣的未婚妻。其母親為長門道三的初戀情人。多年前一場火災讓她失去母親成了孤兒，而她在那場火災中被一個男人所救，多年後發現救她的那個男人竟是當年的縱火者長門秀臣時，她卻已經無可救藥的愛上了秀臣，徘徊在愛與恨之間使她痛苦不已，但是愛最終戰勝了恨，然而秀臣卻因為無法原諒自己所犯的錯而自殺，最後精神徹底崩潰的她殺害當年的另一名縱火者長門光明，最後案件破獲的關鍵也是因為不忍心讓心愛之人躺在冰冷的水中太久而暴露，原打算自殺但被柯南和平次發現而阻止。是少数让柯南刻骨铭心的案件之一。
初登場於漫畫第15卷；動畫第77話《名門連續慘死事件》。
內田麻美（／ Uchida Asami）
配音：秦由香里（日本）；方雪莉（台灣）；曾秀清（香港）
18歲，在帝丹中學就讀時是一年級的學生會長和工藤新一在足球社的學姐，現在是東都大學文學系一年級生。個性溫和有禮、多才多藝，當選「東都小姐」選美卻沒有驕傲之心。喜歡新一並努力做檸檬派給新一吃，因為一開始做的並不好吃，社員們都不好意思說，只有新一說不好吃，才發現事實而開始每天做檸檬派直到新一說好吃，而變成最拿手的點心。但新一不喜歡她，還對麻美說自己喜歡的人是小蘭。
命名來自日本推理小說作家內田康夫。
初登場於漫畫第18卷；動畫第100-101話《初戀情人回憶事件》。
島袋君惠（／ Shimabukuro Kimie）
配音：高橋美紀（日本）；陶敏嫻（台灣）
27歲，福山祿郎的青梅竹馬。在美國島出生，居住在孤岛上的神社女巫，实际是岛上的神话：130歲「长寿婆」島袋美琴的扮演者。
因為一个古老的传说而与好友反目，三年前好友壽美、奈緒子和沙織沒抽中「儒艮之箭」後喝醉酒，看到當時扮演长寿婆的君惠母親進入倉庫後便放火洩憤促使君惠的母親因而喪生於火窟，在最後一刻君惠母親用電話告訴君惠要為喜愛的小島繼續扮演长寿婆。後君惠母親的骸骨被誤認為是人魚，一直到事件的前一個星期，沙織弄丟儒艮之箭，心慌意亂下逼問君惠有關人魚之墓的地點，君惠這才得知事情的來龍去脈因而走上杀人的道路。同時得知島民們都早已發現的骸骨其實是君惠的母親，只不過為維護小島的名譽而繼續佯裝不知情導致君惠犯下連續殺人案。在末尾直到平次戳破他們隱瞞的真相後，居民才還給君惠母女遲來的道歉。最終被福井縣警局移送法辦。
是少数让柯南刻骨铭心的案件，也是与柯南的友情最好的罪犯之一。
初登場於漫畫第28卷；動畫第222－224話《人魚失蹤記》。
雷·卡提斯（Ray Curtis）
配音：Charles Glover（日本）；劉傑（台灣）
37歲，前職業足球選手，有著「歐洲的銅牆鐵壁」之稱，位置是守門員，但因為最初是擔任中鋒所以球衣背號是8號。是工藤新一最崇拜的足球選手。
因為左腳受傷加上吸毒醜聞纏身而淡出職業足球界，後來和前職業拳擊手里卡魯托及美國前職業棒球選手邁克爾一起出資在大阪開一家名叫「K3」的飯店（3個K各代表三人的專業運動領域術語），背後的目的其實是為了引當初抹黑自己並間接導致自己的妻子自殺的體育記者前來並將其殺害。因為該記者的不實報導而讓雷中止足球生涯，雖然後來贏得官司證明自己的清白但自己的妻子卻因此自殺身亡，之後雷真的染上毒癮，甚至被柯南發現關節疼痛及一直打哈欠等毒癮發作症狀。
柯南起初非常不願意相信自己最崇拜的球星竟然是殺人兇手，便開始搜集證據以證明雷不是兇手，但越到後面，所以證據都指向真兇就是雷，後來雷也被柯南的一番勸言打動主動向警方自首。
是少数让柯南刻骨铭心的案件之一。
初登場於漫畫第29卷；動畫第238－239話《大阪3K事件》。
千間降代（／ Senma Furuyo）
配音：野澤雅子（日本）；方雪莉（台灣）
63歲，私家偵探，被形容是「坐在安樂椅上，只要聽别人訴說案情就能把事件解決的那位名偵探」。曾幫助被困在直升機而無法脱身的怪盗基德逃脱。其父千间恭介身为一名考古学家，曾受到大富豪乌丸莲耶的邀请寻找宝藏，但在找到解开暗号的线索后仍被乌丸給杀害，其最后一封信的暗号直到千间恭介去世后的二十年才被降代給尋獲。
外型和人物設定來自英國著名推理小說作家阿嘉莎·克莉絲蒂筆下的女偵探珍·瑪波。
初登場於漫畫第30卷；動畫第219話《被召集的名偵探！工藤新一VS怪盜基德》。
茂木遙史（／ Mogi Harufumi）
配音：堀內賢雄（日本）；徐健春（台灣）
39歲，私家偵探，貪吃又愛車，習慣頭戴黑色禮帽，據說曾在美國芝加哥遭黑手黨狙擊。稱自己的愛車Alfa Romeo（アルファ・ロメオ）為「老婆」。
初登場於漫畫第30卷；動畫第219話《被召集的名偵探！工藤新一VS怪盜基德》；亦曾在電影版《偵探們的鎮魂歌》中登場；衍生作《犯人·犯澤先生》中登場。
槍田郁美（／ Sōda Ikumi）
配音：篠原恵美（日本）；方雪莉（台灣）
29歲，私家偵探，留著成熟的黑色長捲髮，曾經擔任過法醫，因此熟知各種科學知識。曾形容怪盜基德是「以星宿般多樣的面貌和聲音將警方玩弄於指尖的天才犯罪者」。
命名來自英國推理小說作家理查·奧斯汀·傅里曼筆下的法醫偵探约翰·桑戴克。
初登場於漫畫第30卷；動畫第219話《被召集的名偵探！工藤新一VS怪盜基德》；亦在電影版《偵探們的鎮魂歌》中登場；衍生作《犯人·犯澤先生》中登場。
星野輝美（／ Hoshino Terumi）
配音：淺川悠（日本）；陶敏娴（台灣）
23歲，著名藝人，沖野洋子的好友，原「地球淑女隊」的成員。對外界說法是因為自己和草野薰不合，所以解散「地球淑女隊」，事實上並非如此，之所以解散是因為自己認為這樣繼續下去對四人的事業不會有幫助各自也有更好的發展空間。會抽菸，講話很直接，知道草野薰的計畫。崇拜新一，亦因為他而開始迷上推理作品，所以在推理及警方鑑識方面略懂一些，還將新一破案的報導剪貼在小本子上，在演戲前會拿出來給自己加油打氣。
初登場於漫畫第32卷；動畫第249-250話《偶像的秘密》。
岳野雪（／ Takeno Yuki）
配音：坂本真綾（日本）；魏晶琦（台灣）
22歲，著名藝人，沖野洋子的好友，原「地球淑女隊」的成員。因為一場誤會差點將自己的好朋友草野薰殺害（殺人未遂，因為柯南及時發現緊急送醫而保住性命），從剛開始演出推理劇《偵探左文字》時就愛上飾演男主角的演員劍崎修，但後來因為要照顧患有糖尿病的父親不得不放棄角色，而該角色後來由薰接替，也因此引起了種種誤會。其實薰一直都知道雪對劍崎的感情，便突發奇想演出一場訂婚派對想辦法讓雪對劍崎表白心意，可惜計畫不但沒成功還差點出人命。後來得知薰手術成功救回一命後感到愧疚，企圖服藥自殺，但當時柯南就在一旁也及時發現異狀。之後昏迷了兩天才醒來，也和薰化解心結、重修舊好。是整部作品中極少數被揭發罪行卻沒有受到法律制裁的犯人（薰騙警方兇手是其他外人）。
初登場於漫畫第32卷；動畫第249-250話《偶像的秘密》。
草野薰（／ Kusano Kaoru）
配音：渡邊明乃（日本）；方雪莉（台灣）
20歲，著名藝人，沖野洋子的好友，原「地球淑女隊」的成員。對外界說法是因為自己和星野輝美不合，所以解散「地球淑女隊」，事實上並非如此，之所以解散是因為輝美認為這樣繼續下去對四人的事業不會有幫助各自也有更好的發展空間。為要催促好朋友岳野雪早日向劍崎修表白心意，便設計假的訂婚派對騙大家自己要和劍崎訂婚，但因為自己先前沒有顧慮到雪說出了一些有點過分的話加上之前就引起了誤會導致計畫失敗，自己還差點被雪殺害（柯南及時發現緊急送醫後保住性命）。但之後並沒有揭露雪就是犯人的事實，還騙警方犯人是一個不認識的胖大嬸，自己經過這次事件後也發現自己的不對，向雪道歉後兩人也化解心結、重修舊好。自己的夢想是和工藤有希子一樣在20歲時閃電結婚，其實自己真正愛的是自己的經紀人間熊篤，事件後兩人也對外發布要結婚的消息完成自己的夢想。
初登場於漫畫第32卷；動畫第249-250話《偶像的秘密》。
炸彈犯
- 日本配音：中田讓治；台灣配音：劉傑→曹冀魯

「東都鐵塔炸彈事件」的犯人，本名不詳，過去七年來將警方耍得團團轉，造成萩原研二與松田陣平之死，被柯南阻止犯行後遭到佐藤和高木逮捕。
在《名偵探柯南：萬聖節的新娘》再次登場，一個月前在「火焰」的協助下越獄，但他只是「火焰」作為引出降谷零的誘餌，最後被炸彈項圈炸死。
初登場於漫畫第36卷，動畫第304話《撼動警政廳1200萬人質》。
雨城琉璃（／ Ujō Muri）
- 日本配音：島津冴子；台灣配音：陶敏娴

37歲，療癒系女明星，本名土井垣琉璃。是毛利小五郎和妃英理從幼稚園到初中的青梅竹馬，小時候戴著如啤酒瓶般大眼鏡，嘴唇的又下角有顆痣，拚命學習的原因是想吸引毛利小五郎的注意，只因認為他喜歡聰明的女孩，單身的她至今仍相信拚不過妃英理。曾和多年前與母親分開的父親南雲曉相聚，而被有心人拿來鬧緋聞。在《看不見的嫌疑犯》中掩護親生父親的罪行，後來在小五郎的推理及勸說下勸父親自首，這也是小五郎少數靠自己實力破案的案子。
初登場於漫畫37卷；動畫第305-306話《看不見的嫌犯》。
羽賀響輔（／ Haga Kyōsuke）
配音：山寺宏一（日本）；劉傑（台灣）
32歲，出生於音樂世家，一位擁有絕對音感的音樂家，為了替父母復仇而犯罪。為柯南道出了黑暗組織郵件地址的旋律所在——《七個孩子》（七隻烏鴉）。因父親送給他的小提琴史特拉第瓦里琴被伯父一群人奪走，其父在爭執中受傷，伯父等人故意不叫救護車導致其身亡，因此決定殺害與伯父勾結的幫兇。依照姓氏開頭與音階排序依續殺害四人。最後打算照著音階排到自己的姓氏羽賀的H開頭時自殺但柯南早有預備使其自殺未遂。並提起其想把琴傳承給姪女設樂蓮希的心意。
初登場於漫畫第46卷；動畫第385-387話《斯特拉迪瓦里小提琴的不和諧音》。為第一個登上柯南單行本（第46卷）封底鑰匙孔『犯人』人物。
越水七槻（／ Koshimizu Natsuki）
配音：早水理沙（日本）；陶敏嫻（台灣）
自稱18歲（實際20歲）。高中生偵探之一，南方偵探的代表，但其實已經畢業，偵破的案件約有100多件。褐色短髮，喜歡聽音樂，因擔任女傭的好友在《薰衣草屋密室殺人事件》中明明是大小姐自殺，卻被另一名高中生偵探時津潤哉的錯誤判斷將自殺案件定為他殺案件而被指為兇手，憤而自殺身亡，設計「偵探甲子園」無人島案件比賽的契機是為了要找到當初的那名高中生偵探時津潤哉並將他殺害，但最後被逮捕。
作者青山剛昌表示世良真純的部分人物設定來自越水七槻。越水七槻擁有很高人氣，甚至有人為此找過作者，表示要做以越水為主角的遊戲企劃。但卻因其犯人身份不能再次登場。作者聽到很多人對此表示惋惜，就決定創作出一個徹底的假小子，因此畫出了世良真純。世良真純與越水七槻不僅都是20歲左右的女偵探，有著假小子的性格，都留著短髮外，自稱也都是“ボク”（Boku，即日語中的“僕”，直譯為“我”，可意譯為“小生”。在日本一般作為年輕男性和一些比較男性化的年輕女性的謙稱），有著較多的共同點。
初登場於漫畫第54卷；動畫第479話《與服部平次共度的3天》。為第二個登上柯南單行本（第54卷）封底鑰匙孔『犯人』人物。
久住舞子（／ Kuzumi Maiko）
配音：大本真基子（日本）；楊凱凱（台灣）
29歲，電視節目製作公司的員工，也是其社長染井彰吾的女友。兩人在公司創立時就互相扶持。與男友為了製作特別節目《與名偵探親密接觸24小時》，而前來拜訪小五郎等人。因男友被製作人中目給要脅給予回扣並要舞子作為他的秘書，被拒絕後因中目把節目取消並使他無法在演藝界生存。看到男友為自己而愁眉苦臉的情況下決定殺害中目，打電話向男友告別隨即跳樓自盡。染井發現舞子的遺體後，為替她隱埋而放在自家車的後車廂裡，並刻意誤導中目是自殺的。在證明中目不是自殺時又想為女友頂罪。被柯南道破：「這樣好嗎，若你被這樣直接帶走，她就會孤零零地被關在這冰冷的大雨中。」染井想起舞子為自己的所作所為不禁痛哭失聲。
柯南系列裡少數自殺的兇手，也是讓柯南刻骨銘心的案件之一。
僅登場於漫畫第60卷；動畫第513～514話《染上殺意的咖啡香》。
屋田誠人（／ Okuda Makoto）／日原誠人（／ Hinohara Makoto）
配音：水島大宙（日本）；劉傑〈偽裝新一〉／吳文民〈原本聲音〉（台灣）
19歲，东奥穗村村民，第一代「死羅神」之子，東奧穗村前村長日原瀧德的養子。在九年前溺斃身亡的屋田麻里子的哥哥，曾經很崇拜工藤新一。三年前父亲因病去世後被日原村長夫婦收養為養子，一年前在外地留學時接獲村長夫婦被殺害的消息時感到很悲痛，原本期待造訪东奥穗村的新一能找出殺害村長夫婦的兇手，但在新一推理出村長夫婦是自盡的答案時，因為無法接受此事決定整容新一的樣貌並且假裝失憶來隱瞞擔心自己的親朋好友，甚至刺傷他人藉此讓新一替自己背黑鍋。但最終被平次和變回新一的柯南給揭穿自己的手法和講出村長夫婦自盡的理由和真相時，為自己的一時衝動陷入悔恨之中。
命名來自於奧多摩町。
初登場於漫畫第62卷；動畫第521-522話《殺人犯 工藤新一》。
米涅芭·格拉斯（Minerva Glass）
配音：Rumiko Varnes（日本）；楊凱凱（台灣）
22歲。英國倫敦人。英德混血，阿波羅的姊姊，擁有“草地女王”的稱號，特徵有一頭金色的頭髮、藍色的瞳孔和長而深的眼睫毛（閉眼時尤其明顯），常扎著紅色髮帶。連續四年世界排名第一網球選手，英格蘭的驕傲，享有“草地女王”之稱。決賽時會戴上護腕，打出高吊球尋找每次都會去看自己比賽、卻早已失明的母親。平常帶著墨鏡，不願意因為自己的身份而引起騷動。八年前和妹妹遇到交通意外過世的德裔父親為自己的教練兼戀人亞雷斯·阿修萊的網球教練。
過去自己在網球比賽中的表現受到不少人的注視，雖然在去年的法網決賽中與冠軍失之交臂但在溫網決賽中卻橫掃贏得溫網冠軍卻引來窮凶極惡的罪犯哈迪斯·薩巴拉的憤怒與不滿。由於哈迪斯為了他生病的母親把許多的賭注全壓在自己身上卻傾家蕩產，導致他母親因為沒有醫藥費的情況下病逝，而自己掃贏得溫網冠軍的當天正是哈迪斯的母親的葬禮的日子，因此哈迪斯決心想要殺害自己去年法網決賽未來現場助威的母親。
在進行本屆温網決賽的前幾天和阿波羅認識造訪倫敦的柯南、蘭、小五郎和阿立博士，在比賽中由於擔心母親會被哈迪斯給殺害特地用網球打出暗號（盲文）「HELP」（救命）英文字母向進球場前的柯南表達出求救訊號並且在他進到球場後打出「GAME SET DEATH MOM」的緊急訊息。之後集中精力故意進行加時賽、延長賽，（加時賽打三十個個回合不分勝負）讓柯南有時間找出哈迪斯並在他被逮捕後取得最終的勝利。
經典語錄「Love is 0，不管重複積累多少個零，最後也只會輸得很慘……」。
初登場於漫畫第71卷；動畫616-621話《福爾摩斯的默示錄》。曾登上柯南單行本（第71卷）封底鑰匙孔『非主線』人物。原型为德国女子网球运动员施特菲·格拉芙。
阿波羅·格拉斯（Apollo Glass）
配音：熊井統子（日本）；魏晶琦（台灣）
8歲。米涅瓦的弟弟，外貌是金色頭髮和有雀斑的男孩。柯南在倫敦遇到一個聰明的男孩，告訴柯南暗號的就是他；一直當柯南是福爾摩斯的徒弟很相信他的話，很希望姐姐與亞雷斯在一起。
初登場於漫畫第71卷；動畫616-621話《福爾摩斯的默示錄》。曾登上柯南單行本（第72卷）封底鑰匙孔『非主線』人物。
檜原光（／ Hinohara Hikaru）
配音：植田佳奈（日本）；楊凱凱（台灣）
寅倉家的女傭，真實身份是寅倉家的當家寅倉迫彌和陽子夫人的女兒。
出現在漫畫79卷；動畫712-715話《服部平次與吸血鬼公館》。曾登上柯南單行本（第79卷）封底鑰匙孔『非主線』人物。
福井柚嬉（／ Fukui Yuzuki）
配音：篠原惠美（日本）；楊凱凱（台灣）
酒吧女調酒師，委託小五郎調查酒吧奇怪事件。
命名来自于“2013青山老师对话日”活动中猜拳游戏环节的获胜者。福井柚嬉是一個當前日本初中生的名字。2013年1月3日青山見面會上的一個特別活動，在猜拳大賽中最後的勝者可以獲得在《名偵探柯南》中登場的權利。最終勝者是東鄉中學1年級的福井柚嬉同學。福井同學說：“我從幼兒園的時候就一直喜歡柯南。只要能在柯南里登場，不管是什麼樣的角色都讓我感覺很開心”。
出現在漫畫81卷；動畫738-739話《小五郎在酒吧里》。曾登上柯南單行本（第81卷）封底鑰匙孔『非主線』人物。
鞍知景子（／ Kurachi Keiko）
- 日本配音：久川绫；台灣配音：曾允凡；中國大陸配音：张碧玉

37歲，女演員，工藤有希子的友人，本名「鞍知京子」，在電影《紅色的修羅天狗》中擔任配角。與馬山峯人、西木太郎、井隼森也、出栗未智男、阿賀田力是祇園藝術大學的同學且均為特效研究會成員。
命名來自「鞍馬天狗」。出現在漫畫94-95卷；動畫927-928話《红之校外旅行》。
勝又水菜（／ Katsumata Mina）
- 日本配音：壽美菜子；中國大陸配音：叶知秋

23歲，勝又力的女兒，女將棋棋士。
初登場於漫畫98卷；動畫1033話《太閣名人的將棋盤》。
大原牧（／ Ōhara Maki）
配音：中友子（日本）；楊凱凱（台灣）
46歲，女計程車司機，所駕駛的車號[新宿500 こ 58-84]綠色計程車經常於動畫中新宿一帶出沒。車號58-84為司機姓名與車行KAMA TAXI的諧音。
初登場於動畫940話《消失的戀人》。所駕駛的計程車則於動畫735話《有暗號的邀請函》、動畫833話《有弱點的名偵探》、動畫883話《從繪本冒出的爆炸狂》、845話《黑暗中陷入絕境的柯南》、動畫918話《女警大追擊》、動畫940話《消失的戀人》等集中出現。
呼吸器老人
日本配音員：森信
身份不明的老人，目前只以剪影出場。富豪，戴著呼吸器，留著鬍鬚的老者。對於警察非常厭惡，似乎對瑪麗似乎非常感興趣。
墨鏡男子
日本配音員：竹内良太
身份不明的男子。呼吸器老人的司機，戴著墨鏡，淺色的捲髮，留著鬍鬚。
鷹杖老人
身份不明的老人，目前只以剪影出場。養著一隻獵鷹，持一把獵鷹頭的大手杖。曾為降谷零安排任務，似乎對柯南非常感興趣。

## 劇中劇角色
假面超人／假面刃（／ Kamen Yaiba）
日本配音：高木渉；台灣配音：劉傑／魏伯勤／吳文民／曹冀魯／于正昇／李世揚；香港配音：陳欣（ep.64）
人氣子供向特攝片《假面超人》主角英雄。
松田左文字（／）
日本配音：鈴木英一郎（ep.112）→江川央生（ep.662）；台灣配音：徐健春（ep.112）→魏伯勤（ep.662）；香港配音：張炳強（ep.116）
推理小說作家「新名任太朗」筆下作品《偵探左文字》的主角。改編電視劇由演員「劍崎修」飾演。在新名任太朗因癌症去世後，由女兒「新名香保里」接手寫作工作。
暗夜男爵（／ Night Baron）
日本配音：田中秀幸；台灣配音：符爽（首發版）／官志宏（重譯版）；香港配音：陳永信（ep.68）
工藤優作創作的推理小説中的怪人。有時是活躍在夜間的俠盜，有時卻是冷酷的殺人魔，推理愛好者幾乎無人不知。
黑暗組織曾利用其形象創造出電腦病毒程式藉此保護組織的資料，或是侵入各大企業的電腦毀掉對組織不利的相關資訊。

## 備註
1. ↑  包含幼年時代的工藤新一。
2. ↑  此外劇中柯南的內心獨白會以新一的聲線呈現。
3. ↑  2019年5月1日開始改稱為「令和的福爾摩斯」。
4. ↑  包含幼年時代的宮野志保(雪莉)。
5. ↑  「Agatha」和「阿笠」的日語發音「Agasa」接近
6. ↑  日本明治時期翻譯福爾摩斯系列時，常將故事背景改寫為日本，人物姓名則採用與原本英語讀音有關聯的日本名；「和田進一」是當時連載於《每日新聞》的偵探小說《血染之壁》（即《血字的研究》和《身分之謎》的翻譯改寫版）中華生醫生一角的日本名[74]。
7. ↑  部分版本譯作「惠比壽壽司店」
8. 1 2  漫畫第37卷，TV 304《震撼警視廳 1200萬人質》
9. ↑  漫畫第27卷，TV 206《本廳刑事戀愛物語3（後篇）》
10. ↑  漫畫第30卷，TV 241《新幹線護送事件（後篇）》
11. ↑  漫畫第76-77卷，TV 681-683《以性命為賭注的戀愛轉播》
12. ↑  漫畫第27卷，TV 205-206《本廳刑事戀愛物語3》
13. ↑  漫畫第32-33卷，TV 253-254《本廳刑事戀愛物語4》
14. ↑  漫畫第27卷，TV 205《本廳刑事戀愛物語3（前篇）》
15. ↑  漫畫第40卷，TV 358-359《本廳刑事戀愛物語5》
16. ↑  漫畫第68卷，TV 585《超越時空的櫻花之戀》
17. ↑  TV 535《舊傷痕和刑警之魂》、683《以性命為賭注的戀愛轉播（衝入現場）》、M25《萬聖節的新娘》
18. ↑  漫畫第82卷，TV 748-749《總局刑警戀愛物語（告白）（真相）》
19. ↑  M25《萬聖節的新娘》
20. ↑  原文為「山さん」，也是《向太陽怒吼！》角色山村精一（露口茂飾）的綽號。
21. ↑  姓氏來自於法國波爾多（Bordeaux）地區的小鎮聖埃米利翁（Saint-Emilion）；名字來自於美國女演員茱蒂·福斯特（Jodie Foster）
22. ↑  衛視電影台所播出的過往集數中（紅與黑的撞擊系列），譯為奇兒(kiru)。MOMO親子台播出劇場版M20純黑的惡夢，譯為基爾。
23. ↑  「無」與「0」同義、「怜」與「0」同音、「奈」與「7」同音。
24. ↑  從「妹妹」的英語中，將「領域」的英語的簡寫去除，剩下，意指「英國秘密情報局」（通稱「軍情六處」）的縮寫。
25. ↑  在動畫第309集，苦艾酒對程式設計師板倉卓說：「我們是天使也是惡魔，我們要抵抗時間的洪流，讓死者甦醒」。
26. ↑  漫畫和動畫其實都是麻生成實，化名淺井成實，但由於早期翻譯漫畫時不知如何表達日本人名字的變化發音方式「=」，就把名字給改作以中文方式的「尉（ㄨㄟˋ)中（ㄓㄨㄥ)=尉（ㄩˋ）中（ㄓㄨㄥˋ)」的變化方式表達。
27. ↑  在网球记分中，“Love”因与法语“l’œuf”（意即“蛋”）谐音而用于表示零分。

## 外部連結
- キャラクター｜名探偵コナン｜読売テレビ（日語）